# Monastère Saint-Paul-de-Mausole
Pour les articles homonymes, voir Monastère Saint-Paul et Mausole.
Le monastère Saint-Paul-de-Mausole est un monastère de style roman provençal du XIe siècle situé à Saint-Rémy-de-Provence en Provence dans le département français des Bouches-du-Rhône en région Provence-Alpes-Côte d'Azur. 
Chef-d'œuvre de l'art roman provençal dédié à saint Paul de Mausole, le cloître et le clocher sont classés aux monuments historiques depuis 1883 et est célèbre pour avoir hébergé et inspiré le peintre néerlandais postimpressionniste Vincent van Gogh (1853-1890) qui y séjourna un an en 1889-1890 pour y peindre une partie majeure de son œuvre.

## Étymologie et localisation
Le monastère doit son nom à la proximité du mausolée de Glanum, qui forme avec l'arc de triomphe de Glanum un ensemble de vestiges de l'ancienne cité gallo-romaine de Glanum que l'on appelle traditionnellement les « Antiques de Saint-Rémy-de-Provence », au pied du massif des Alpilles, au sud de Saint-Rémy-de-Provence, à 30 km au sud d'Avignon, et 30 km au nord-est d'Arles.

## Historique
Selon la mythologie chrétienne, saint Paulus de Mausole (un chrétien de ce lieu) travaille la terre avec ses bœufs lorsque des émissaires chrétiens du diocèse de Saint-Paul-Trois-Châteaux lui proposent de succéder à l'évêque local récemment disparu. Paulus leur aurait alors répondu qu'il accepterait lorsque le bâton qu'il utilise pour diriger ses bœufs, et qu'il plante alors en terre, pousserait. Le bâton aurait alors fleuri. 

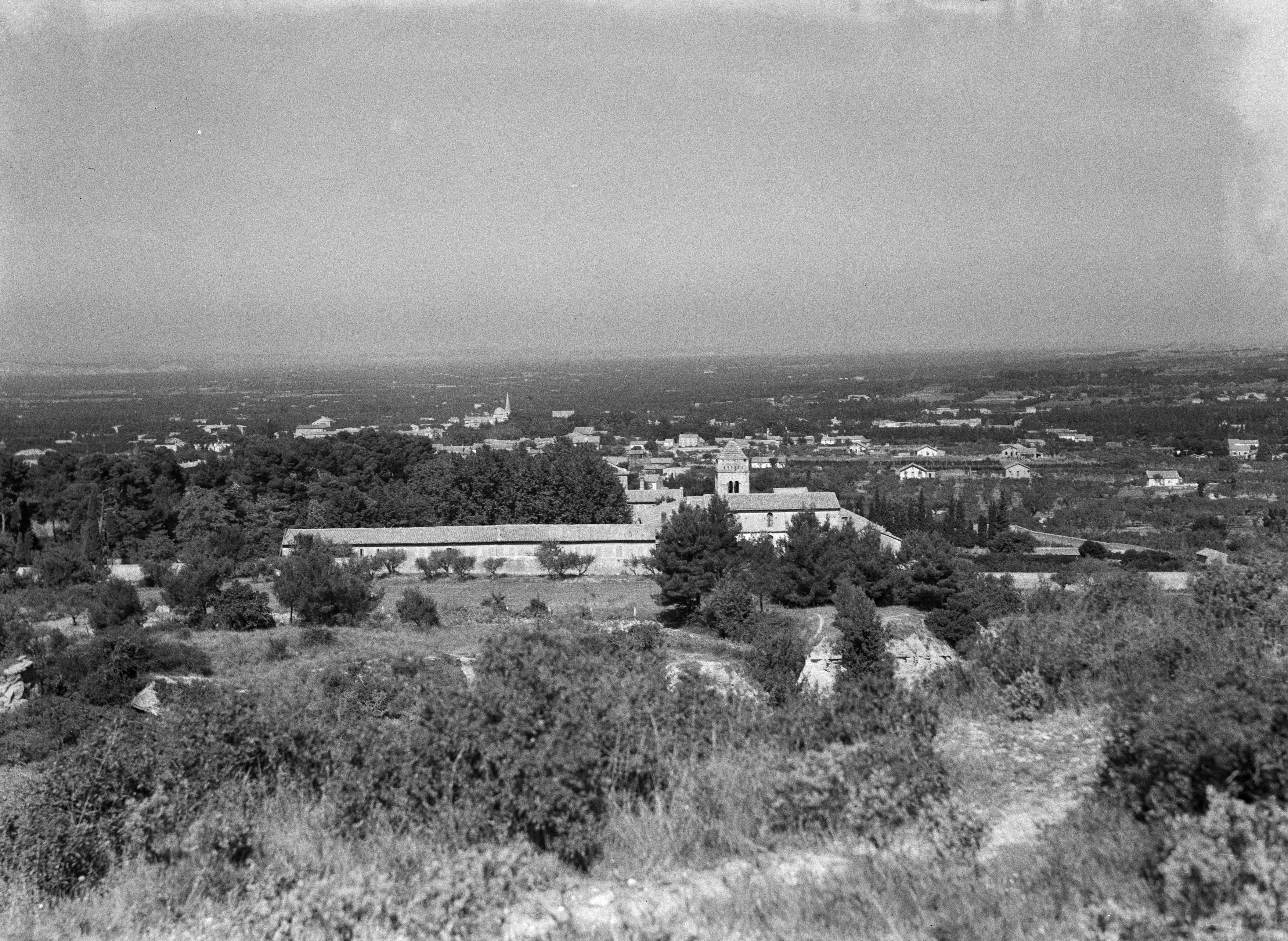
Le monastère vu depuis le massif des Alpilles.
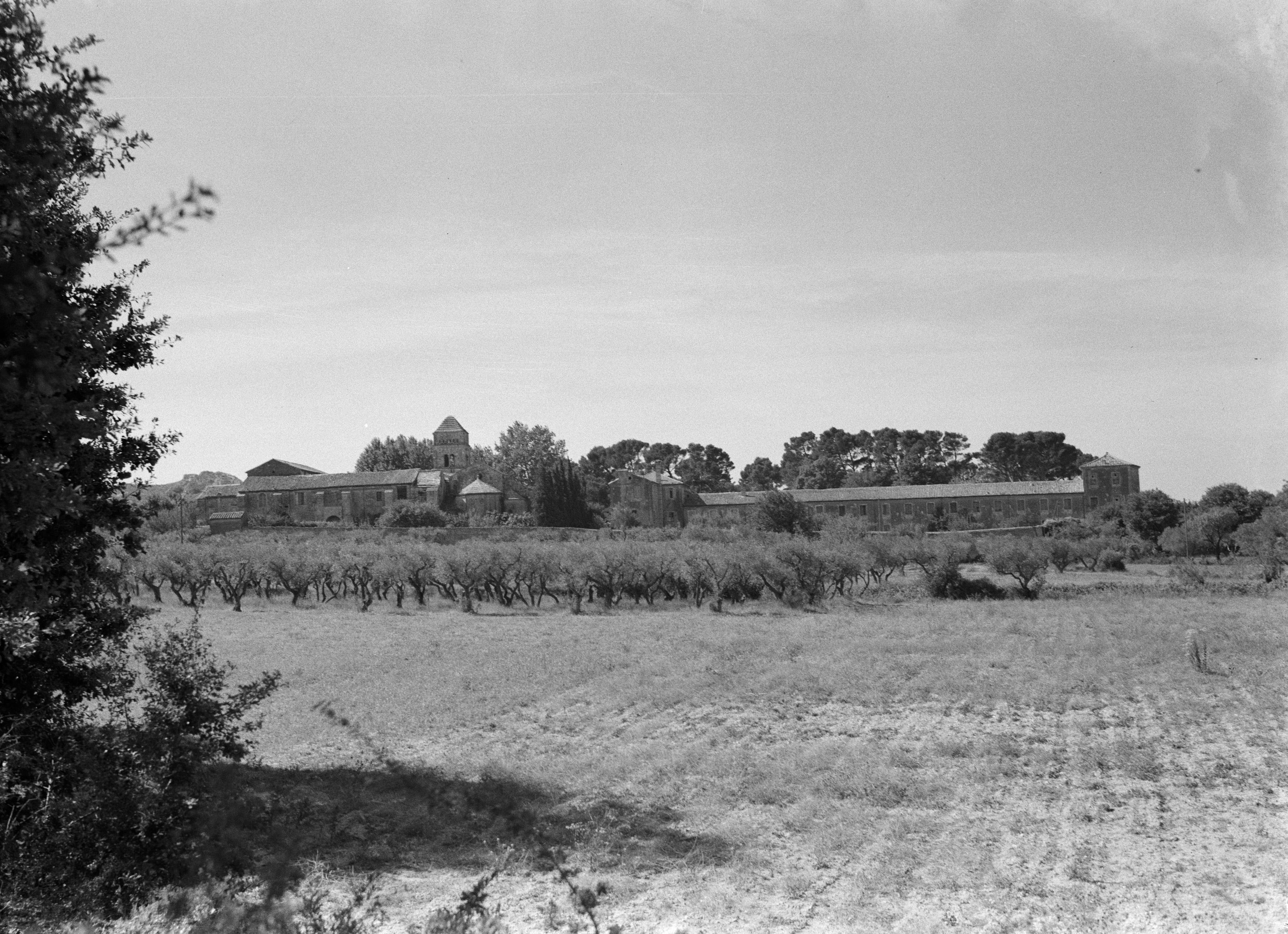
Le monastère vu depuis les oliveraies.
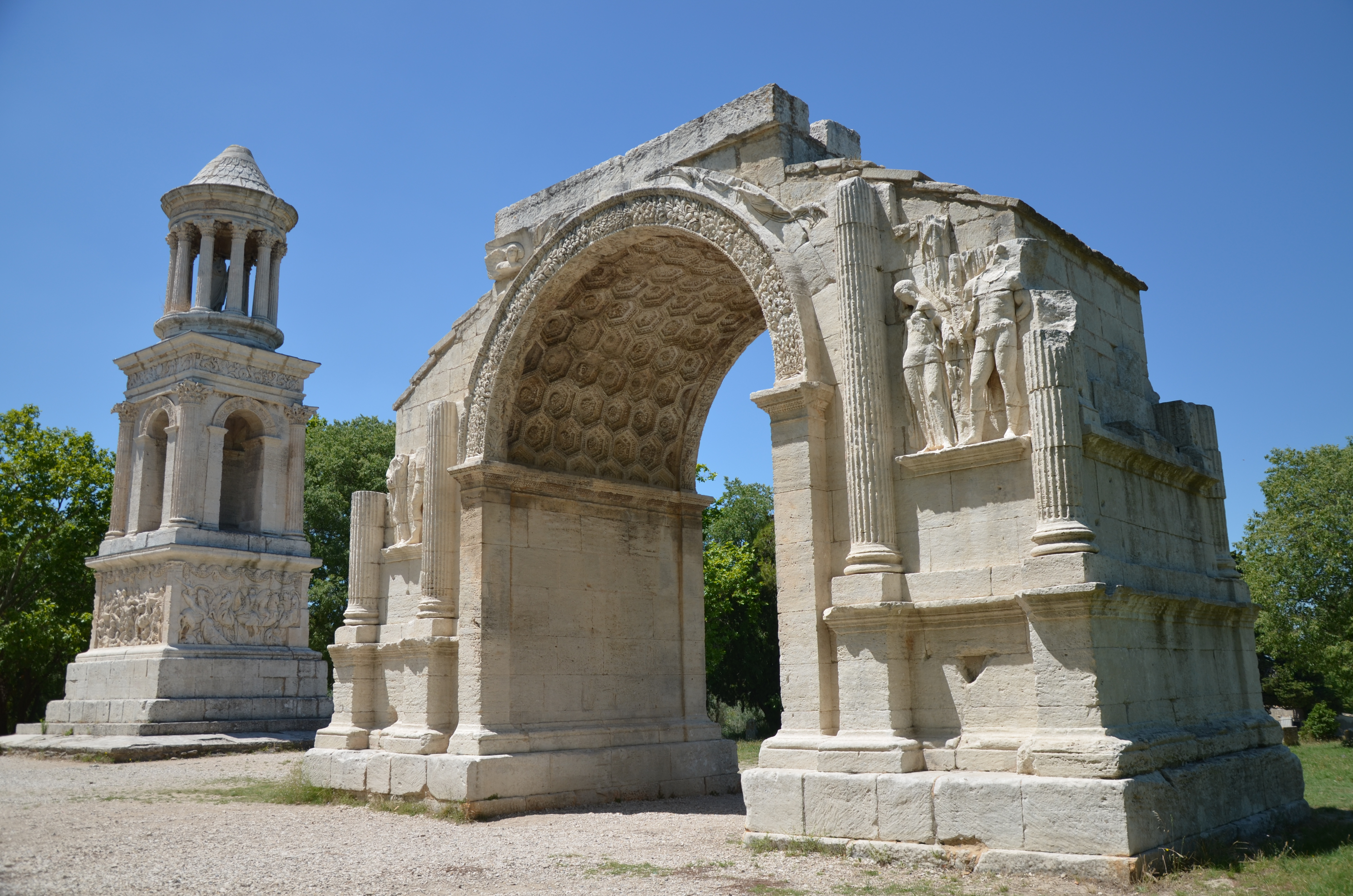
Mausolée de Glanum et arc de triomphe de Glanum.

Un oratoire est construit sur les lieux de ce miracle, où la sainte relique est vénérée. Un prieuré dédié à saint Paulus de Mausole est construit sur l'oratoire en 982, dépendant de l'abbaye Saint-André de Villeneuve-lès-Avignon, puis, en 1080, un monastère de chanoines soumis à la règle de saint Augustin,. Le monastère est adjoint en 1316, par le pape d'Avignon Jean XXII (fraîchement élu) aux propriétés de la cathédrale Notre-Dame-des-Doms d'Avignon du Palais des papes d'Avignon (siège de l'archidiocèse d'Avignon).
Des moines franciscains y établissent en 1605 un asile d'aliénés, transformé en hôpital psychiatrique à la Révolution française, connu sous le nom de « Maison de Santé de Saint-Paul-de-Mausole ».

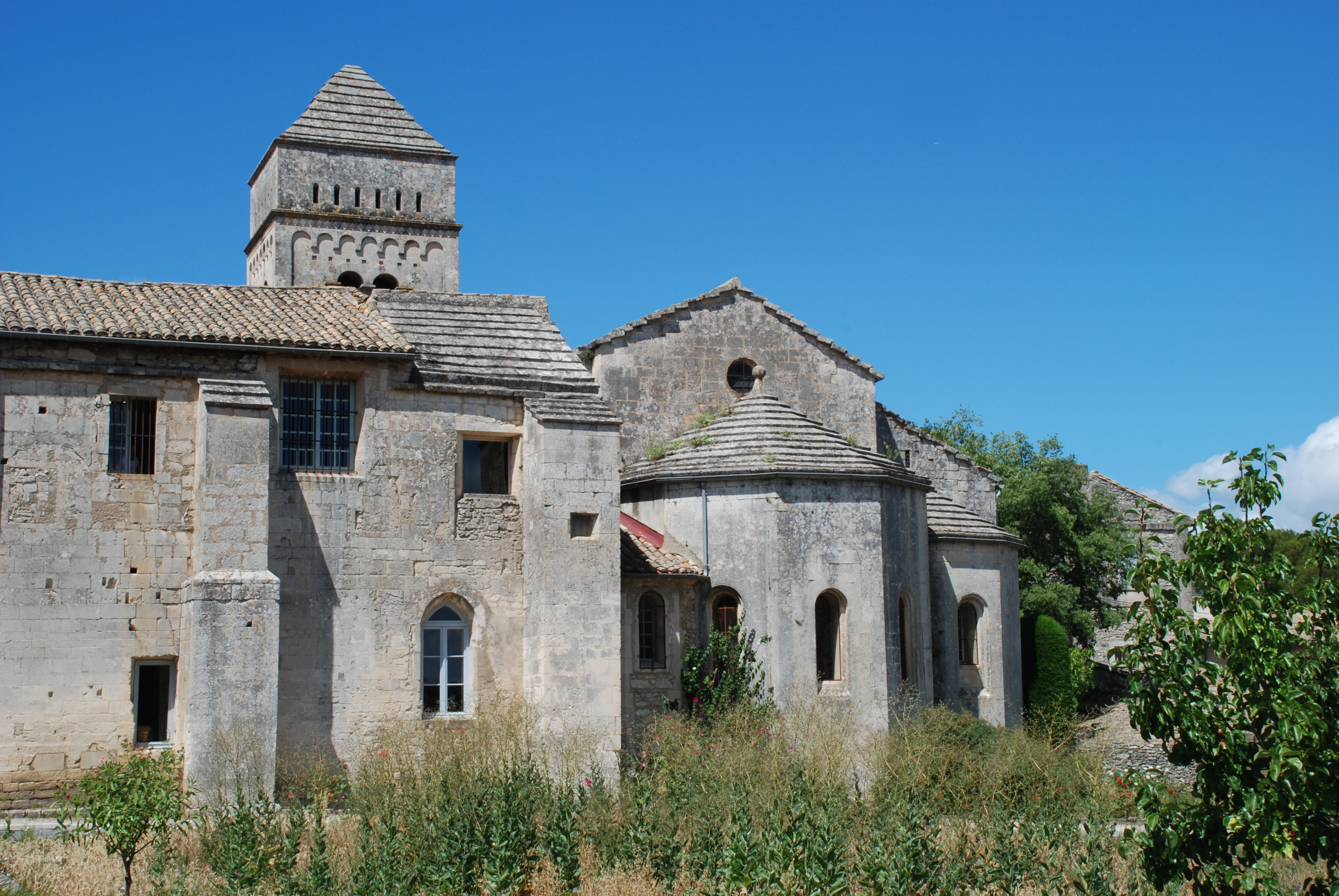
La tour et le chevet.
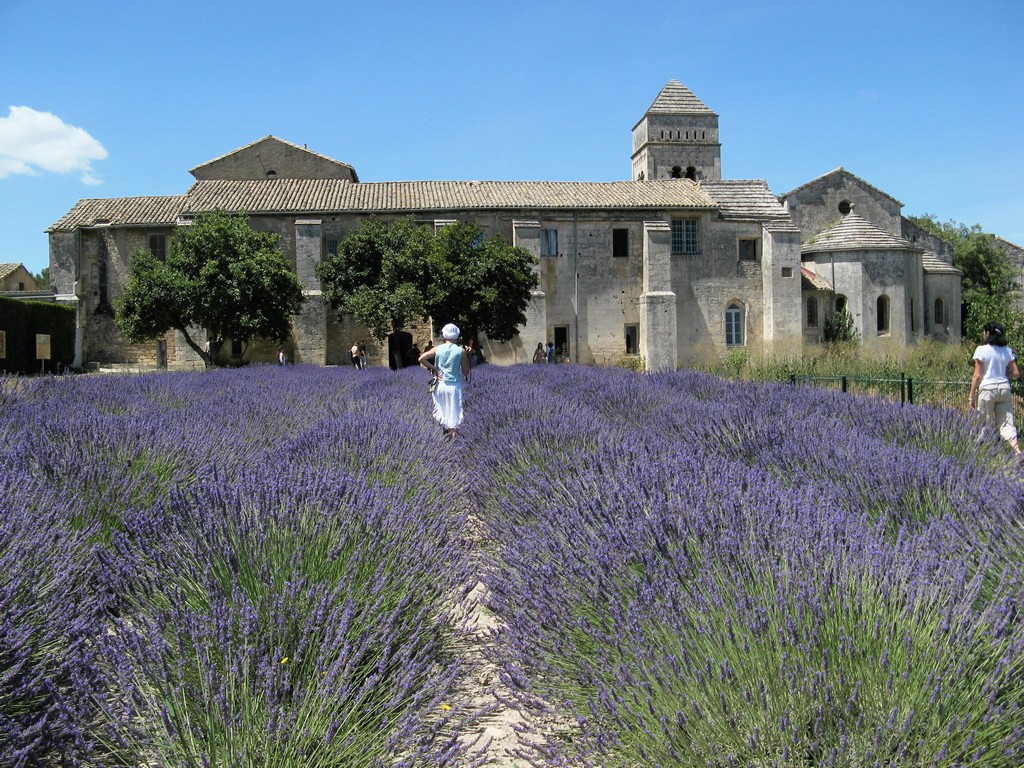
L'église vue du jardin.
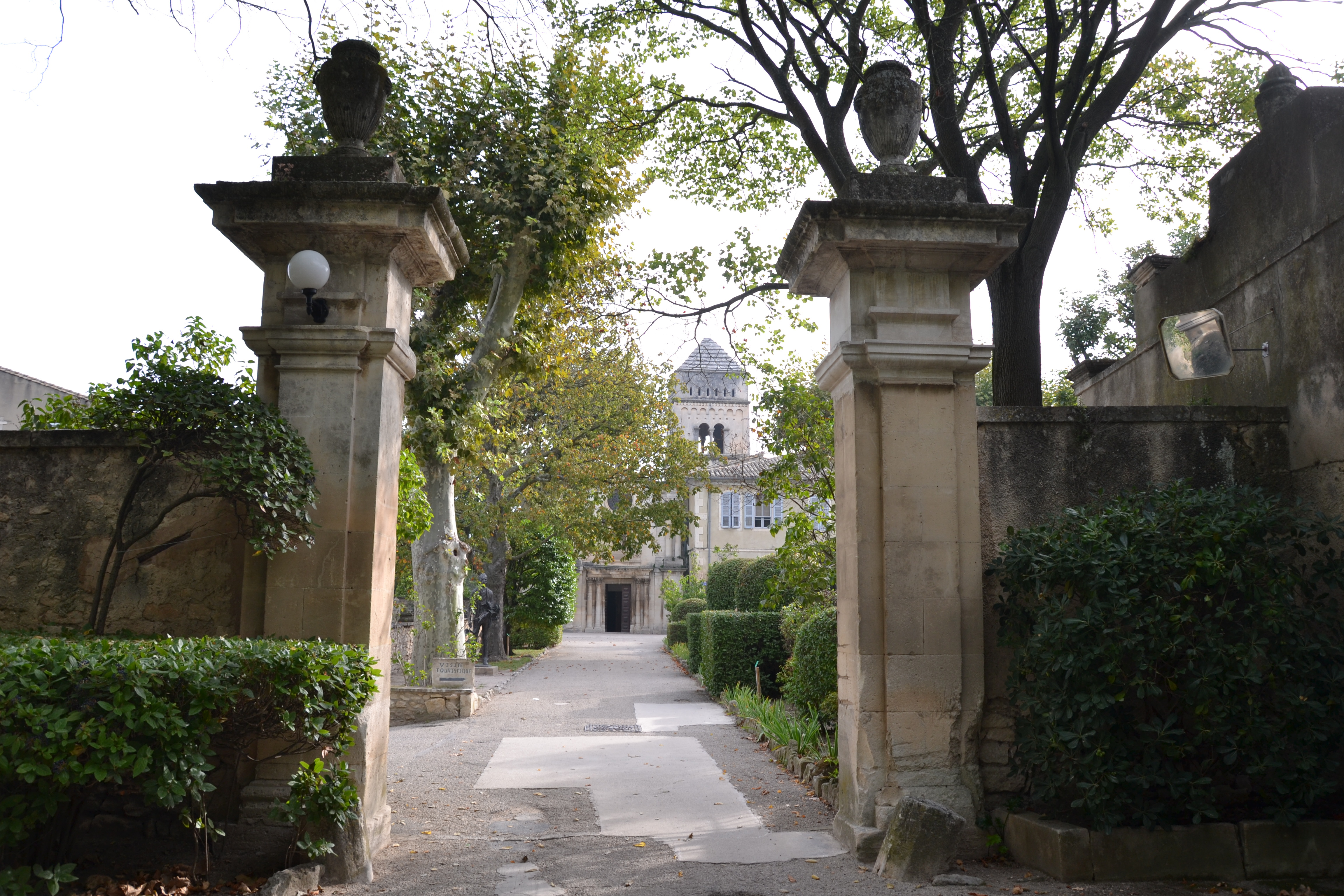
Le portail.

## Architecture
Plusieurs fois modifié et amélioré durant son histoire, le monastère est reconstruit aux XVIIe et XIXe siècles. Le cloître et le clocher sont classés aux monuments historiques depuis le 28 mai 1883. Le jardin médiéval du cloître fait l'objet d'un pré-inventaire des jardins remarquables de l'Inventaire général du patrimoine culturel en 1994. L'ancien monastère Saint-Paul-de-Mausole et la maison de santé Saint-Paul, à l'exception des parties classées, font l'objet d'une inscription par arrêté du 5 septembre 2024.

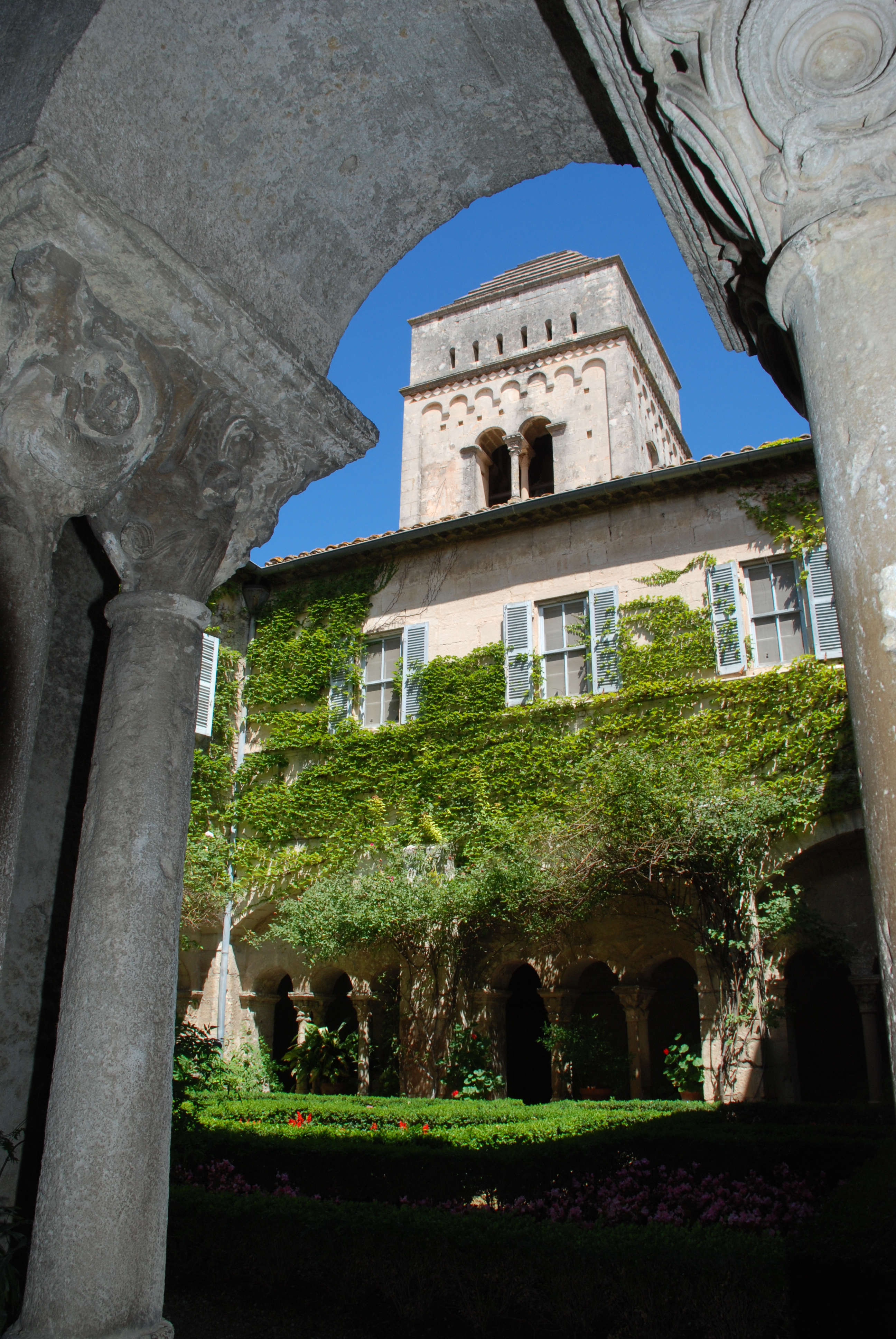
Le clocher-tour vu du cloître.

### Église et clocher
L'église romane provençale (dont la façade a été refaite au XVIIIe siècle) est couverte de tuile provençale, et son clocher-tour roman lombard est coiffé d'un toit pyramidal couvert de lauze calcaire. Il est orné, comme le cloître, de baies géminées séparées par des couples de colonnettes portant des chapiteaux sculptés, ainsi que par des lésènes-bandes lombarde surmontées d'une frise polychrome (à l'origine) de carreaux sculptés sur pointe, et par un cadran solaire à chiffre romain. Le chevet est constitué de trois absides pentagonales percées de fenêtres et recouvertes de dalles calcaires.

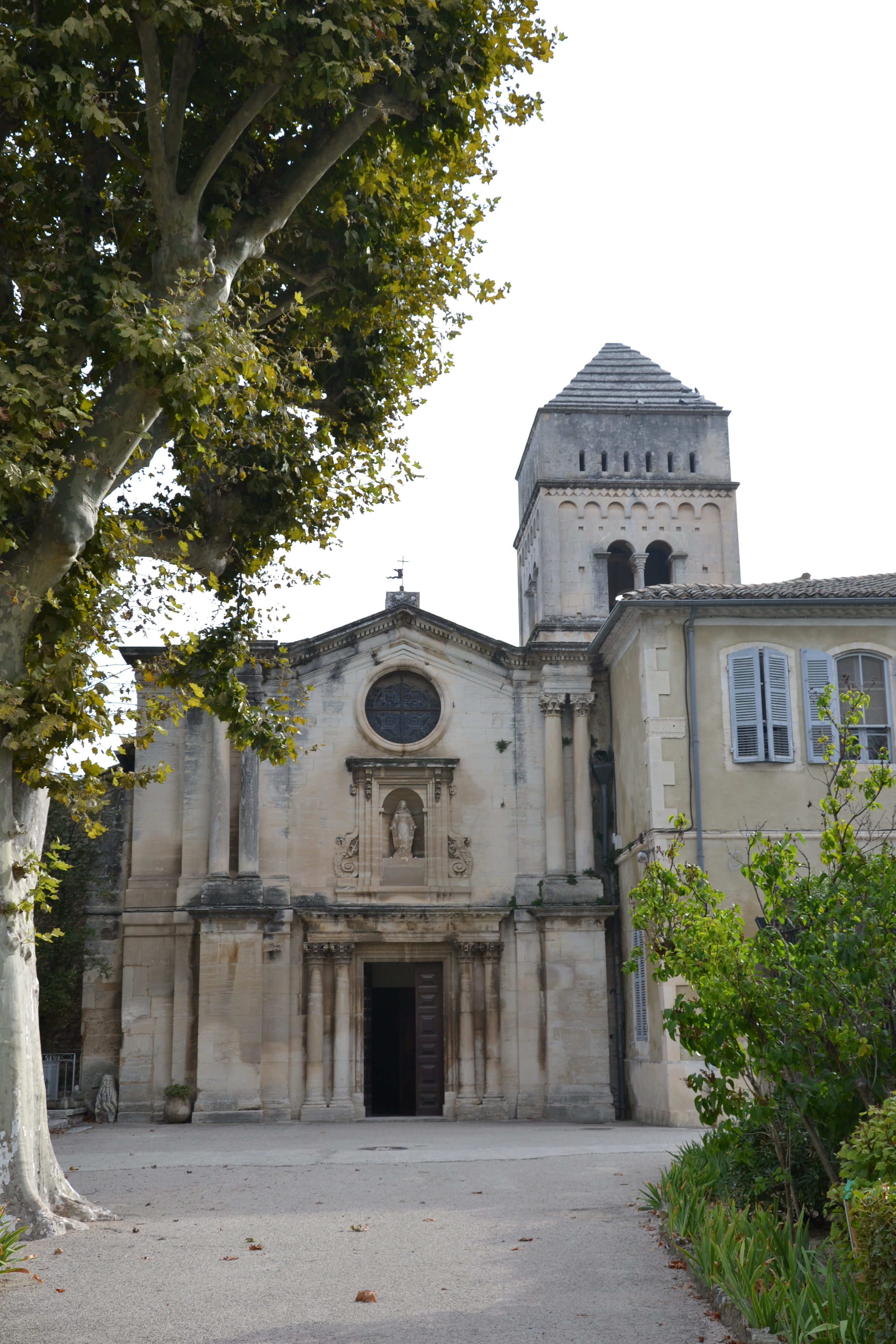
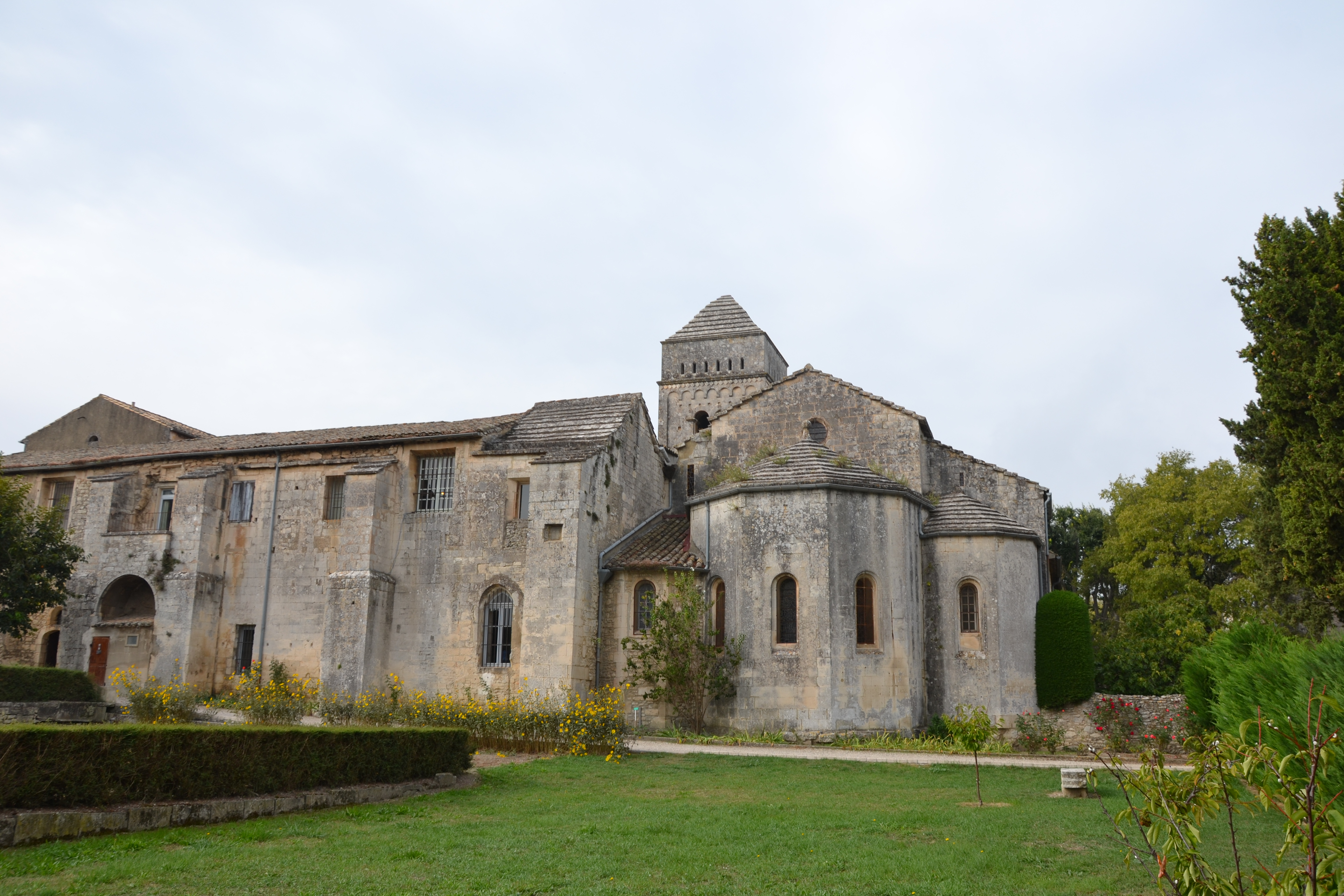
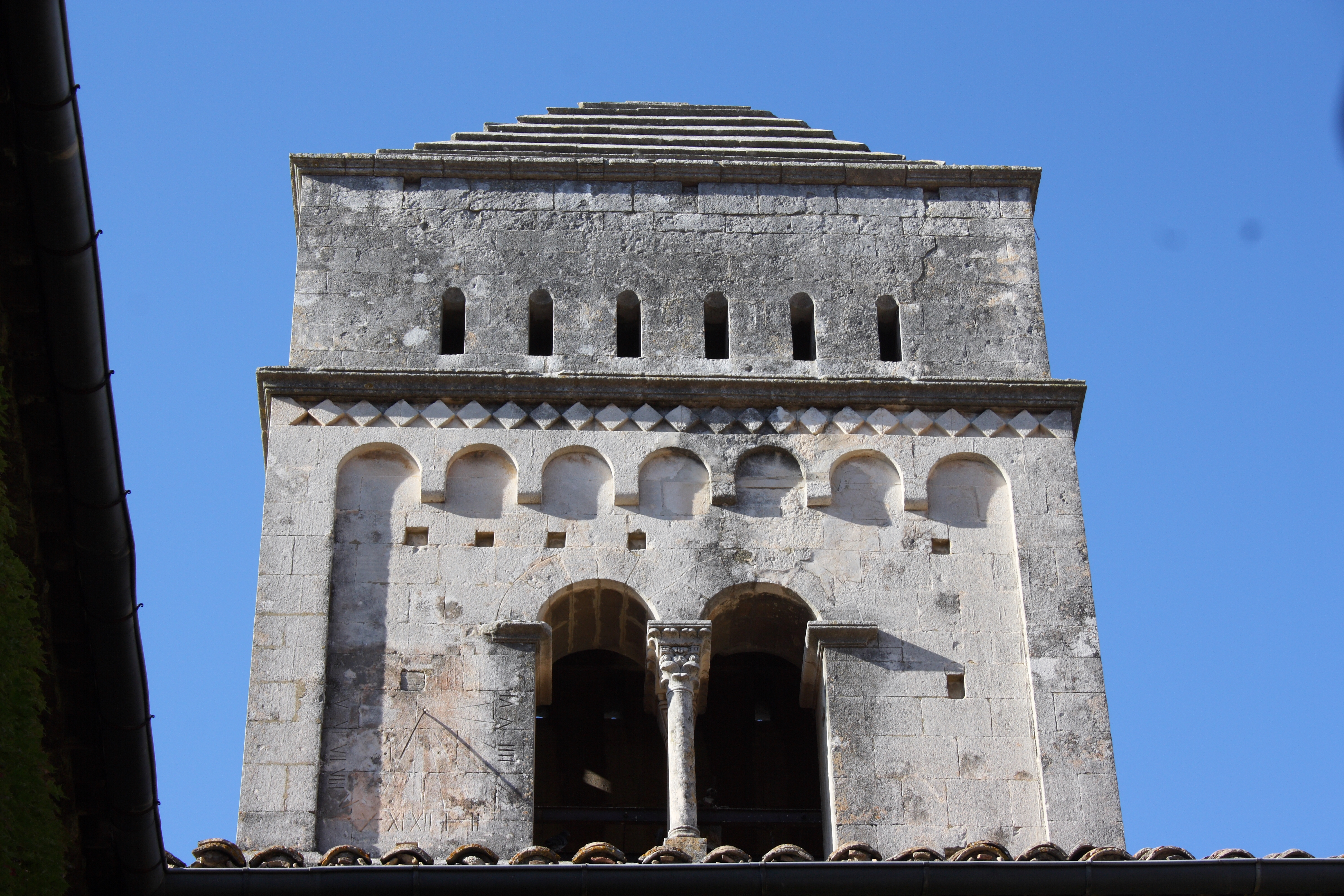
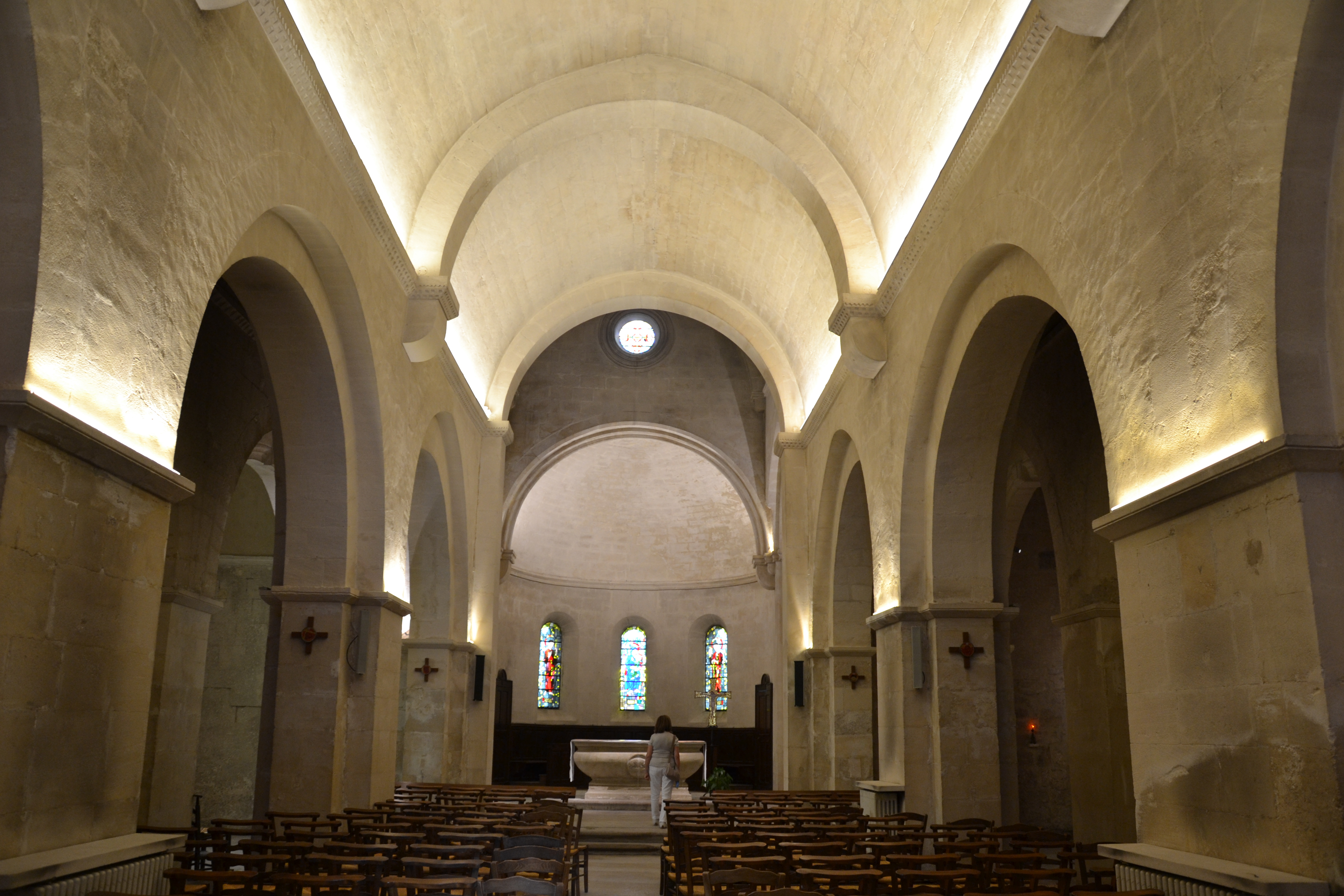

### Cloître et jardin
Chef-d'œuvre de l'art roman provençal, le cloître intérieur des XIe et XIIe siècles est adossé à l'église, réciproquement mis en valeur par un jardin médiéval remarquable. Les deux galeries nord et est sont construites vers 1140-1150, et les deux autres galeries sont construites à la fin du XIIe siècle. Les arcades sont groupées par groupes de trois sous de grands arcs de décharge prenant appui sur de puissants piliers. Les arcades sont séparées par des colonnettes jumelées portées par le mur-bahut et ornées de magnifiques chapiteaux avec de nombreux thèmes symboliques de sculpture. Le tombeau du XIVe siècle du cloître est classé en même temps que le monastère aux monuments historiques depuis le 28 mai 1883.

Cloître et jardin médiéval
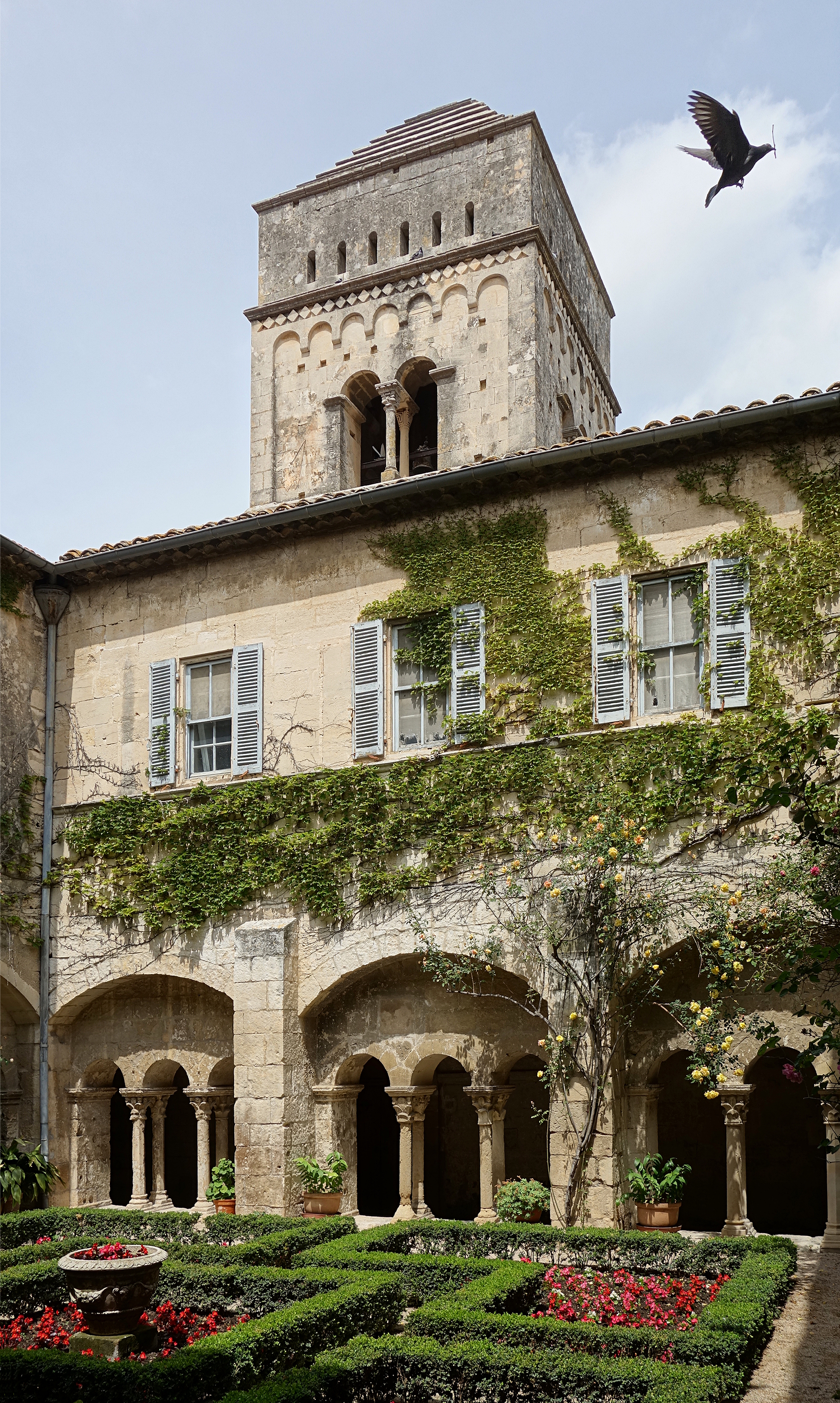
Le cloître et le clocher.
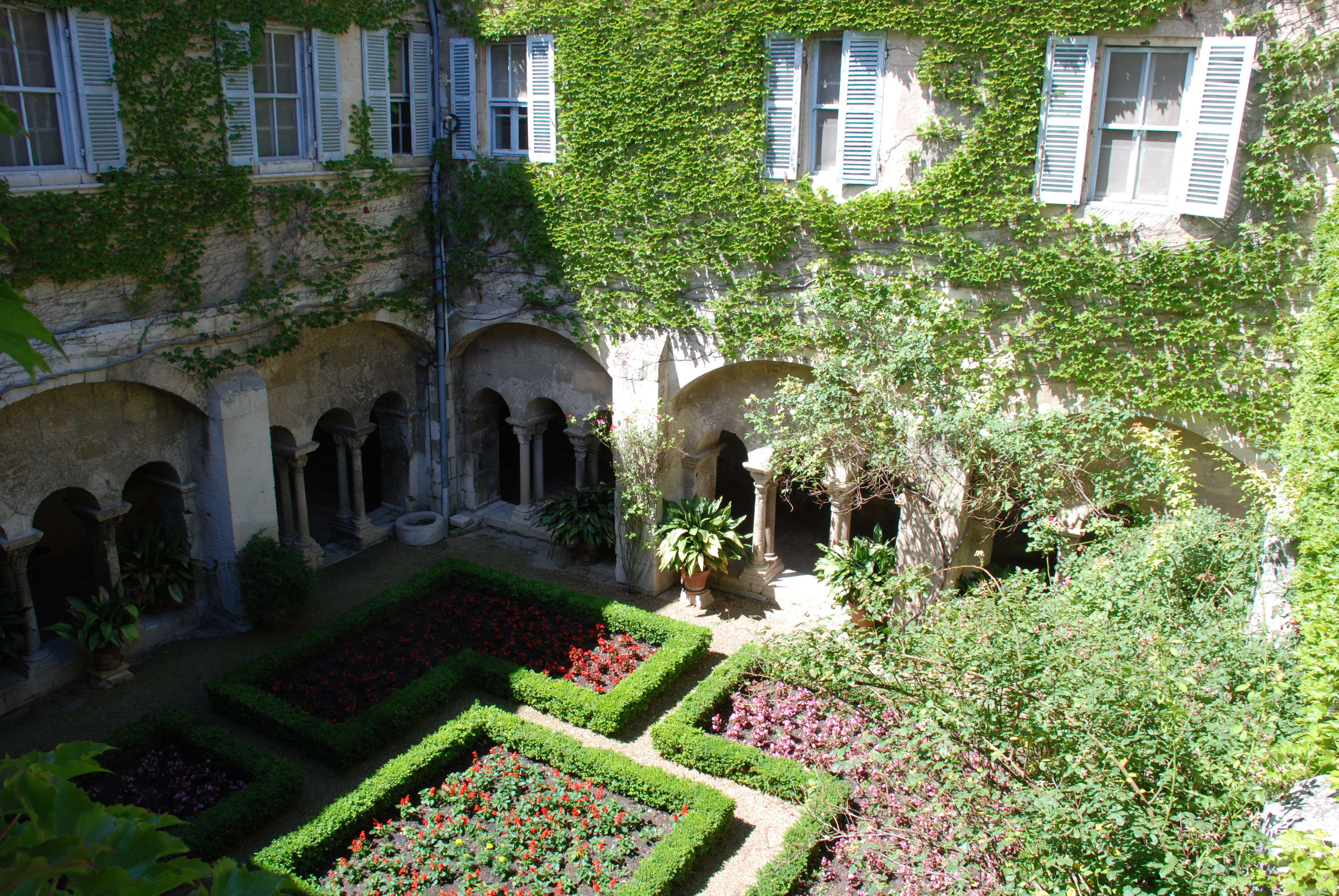
Galerie ouest du cloître vue de l'étage.
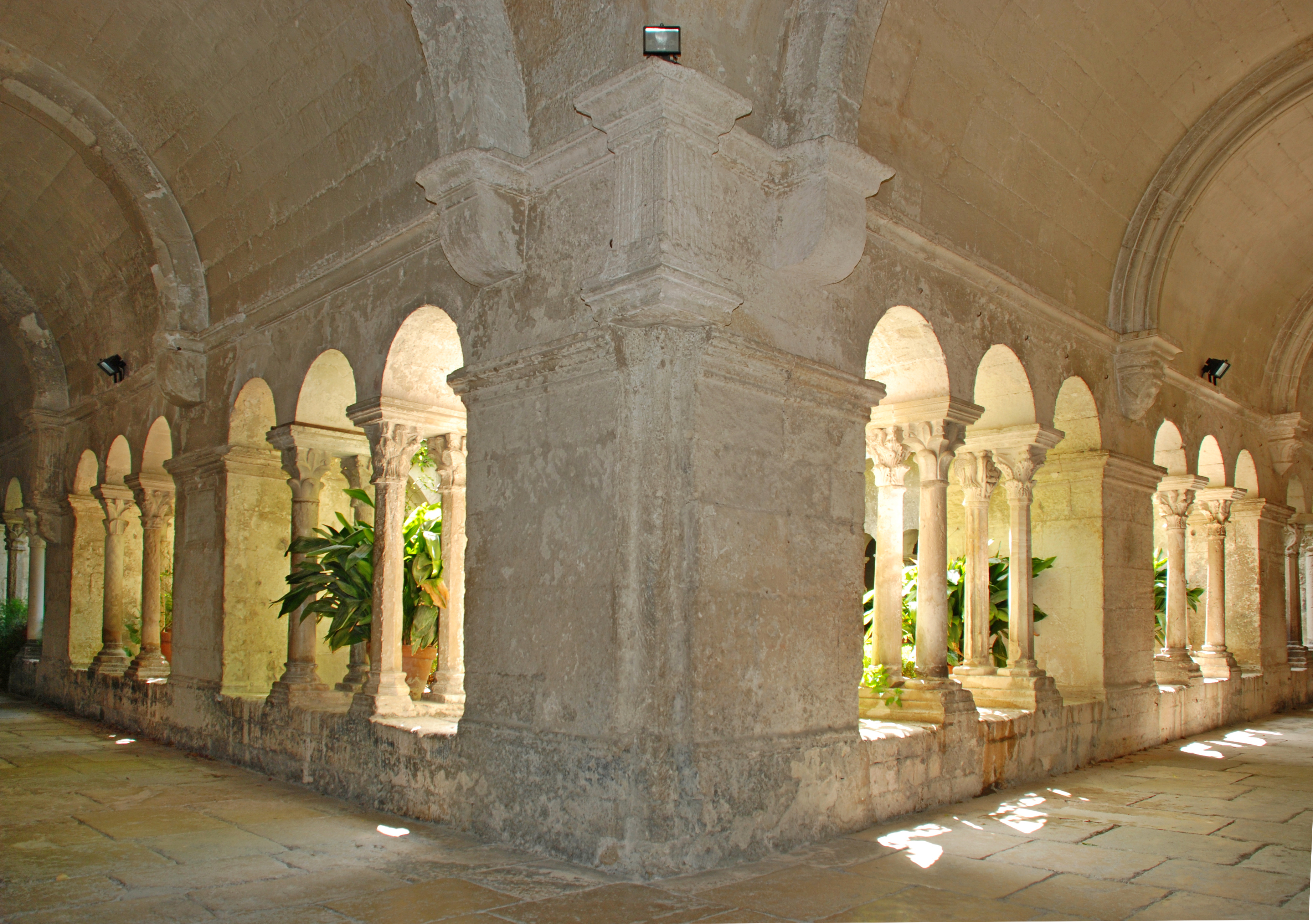
Galeries nord et ouest.
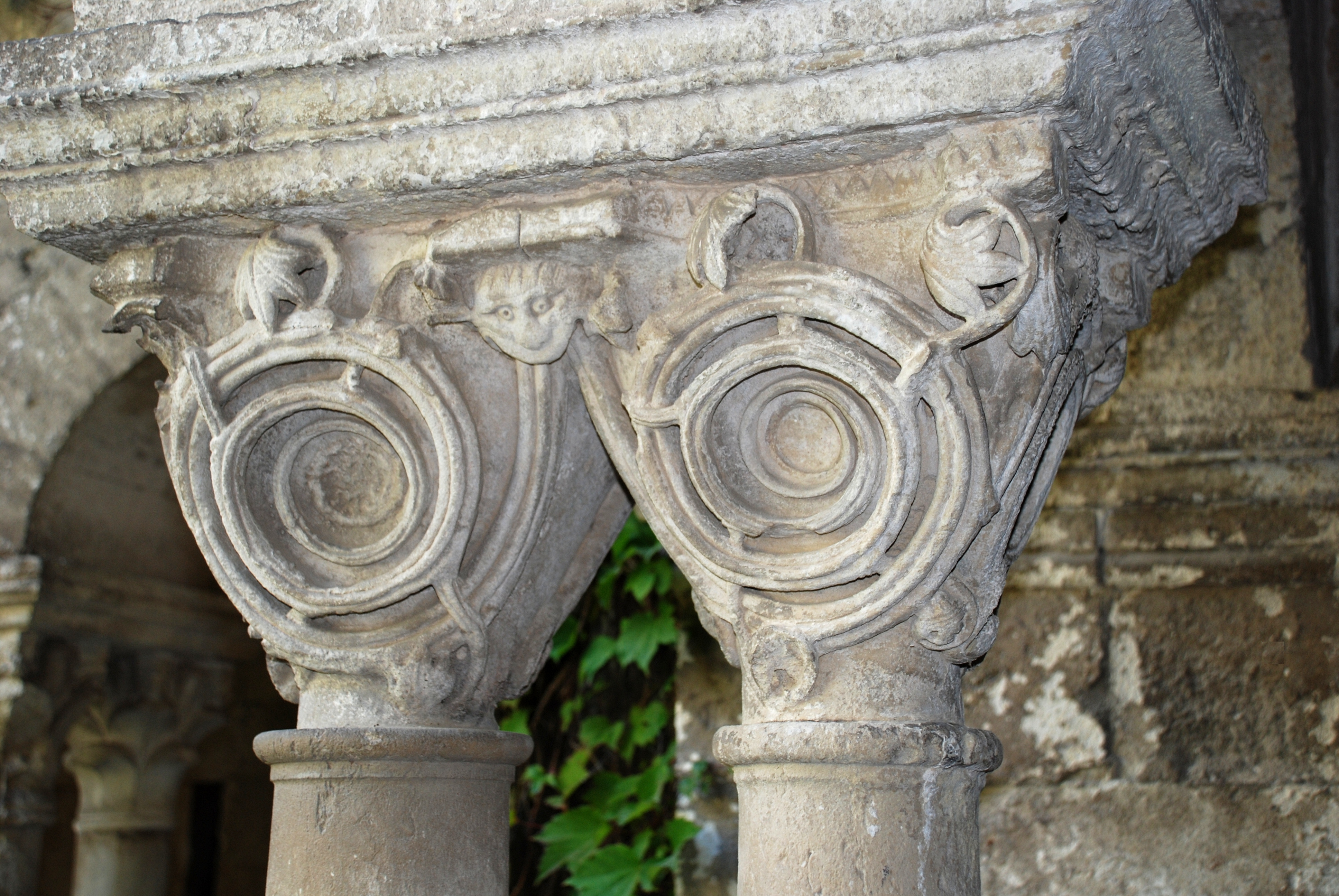
Un chapiteau de la galerie sud.
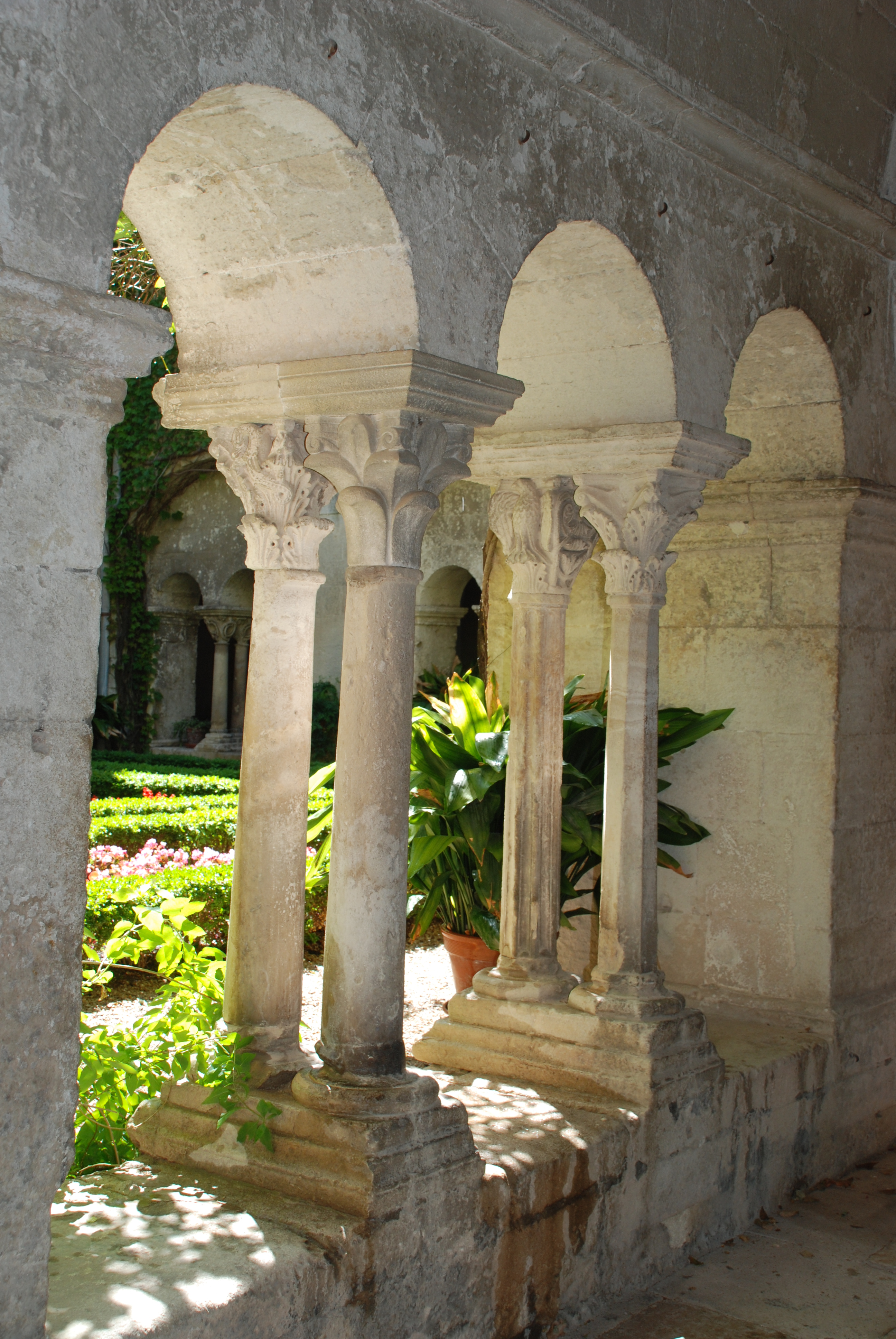
Colonnettes de la galerie ouest.

À l'étage au-dessus des galeries du cloître se situent les chambres particulières de l'asile, avec fenêtres sur cloître et jardin (avec en particulier la reconstitution des chambres où vécut Vincent van Gogh).

## Musée Vincent-van Gogh
Un musée est ouvert au premier étage au dessus d'une galerie du cloître, où se trouvent des chambres particulières de l'asile, pour retracer la période de l'année 1889-1890 (du 3 mai 1889 au 16 mai 1890) où le célèbre peintre Vincent van Gogh (1853-1890) était hébergé avant sa disparition précoce à l'âge de 37 ans, le 29 juillet 1890 à Auvers-sur-Oise près de Paris. Sa chambre et son atelier d'artiste sont reconstitués, avec de nombreuses reproductions de ses œuvres.

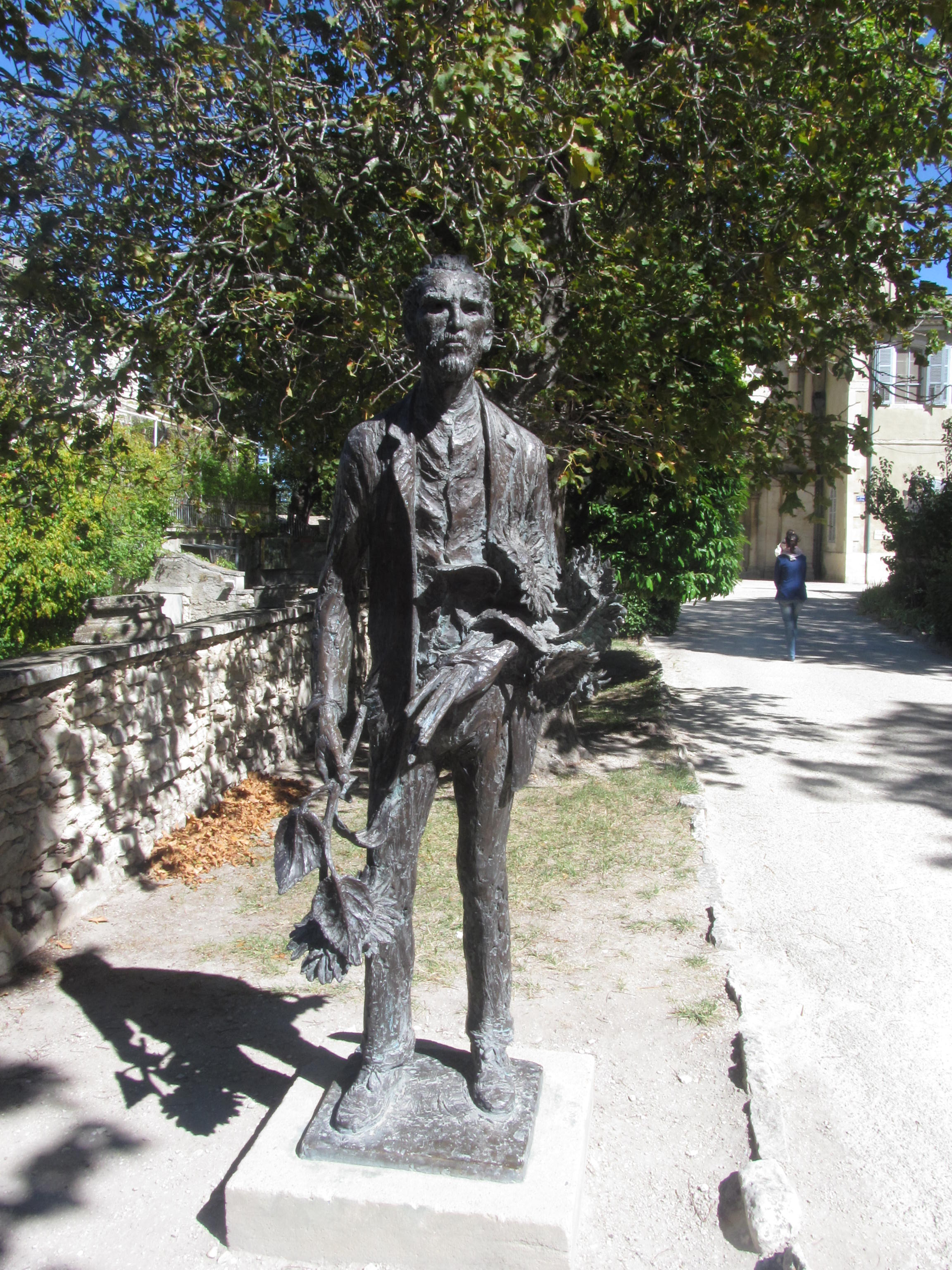
Statue de Vincent van Gogh par Gabriël Sterk.
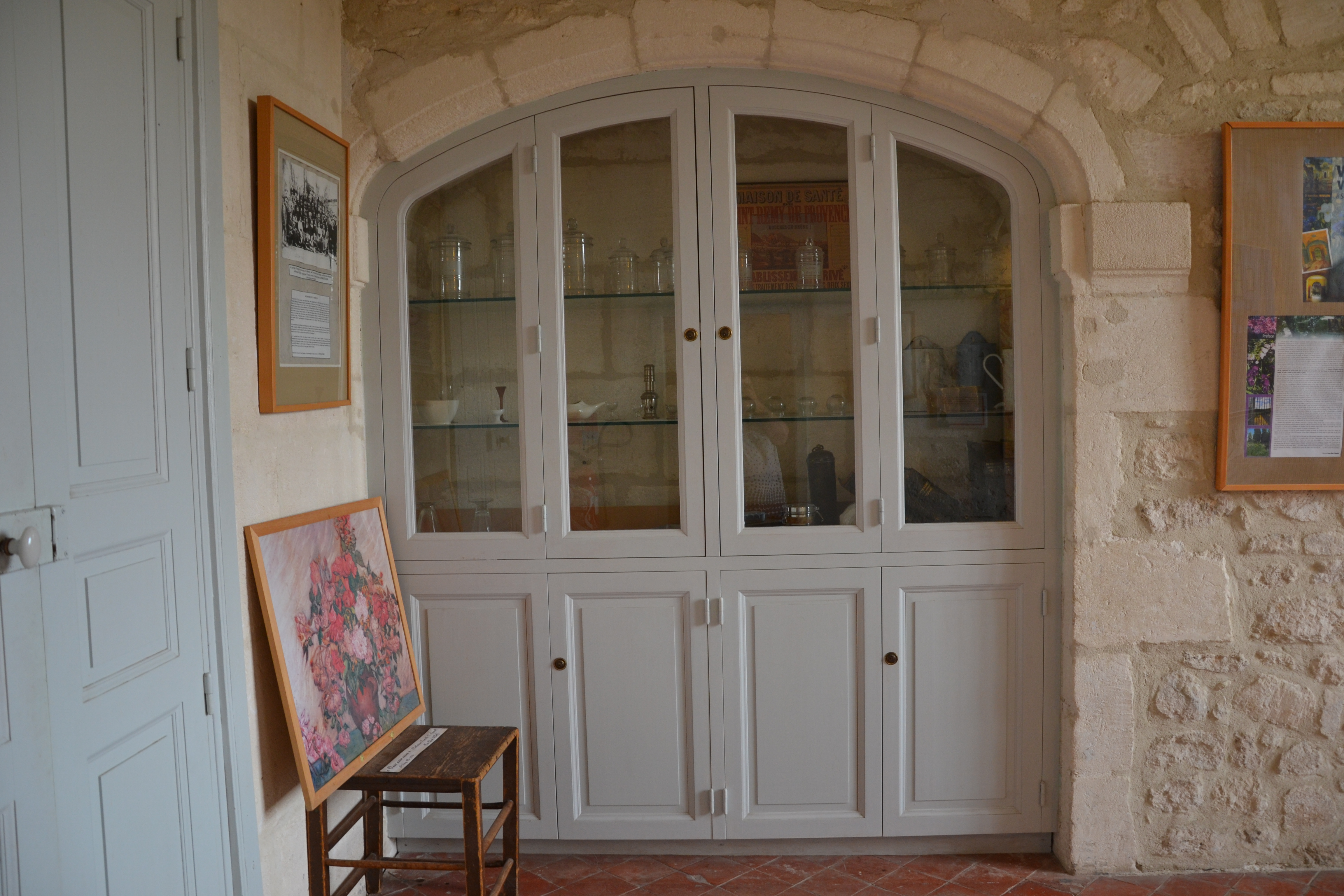
Salle de soin.
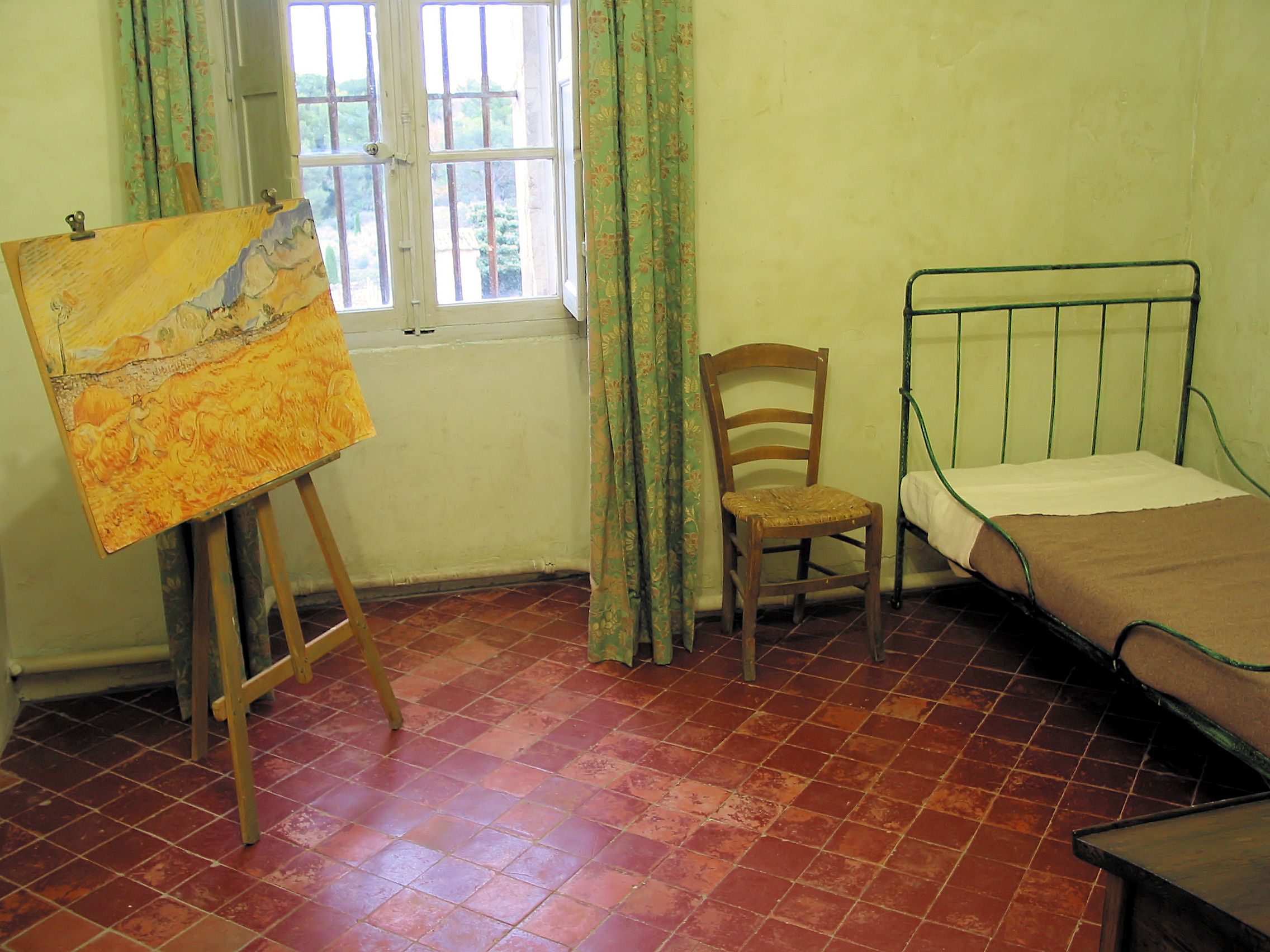
Chambre de Vincent Van Gogh.
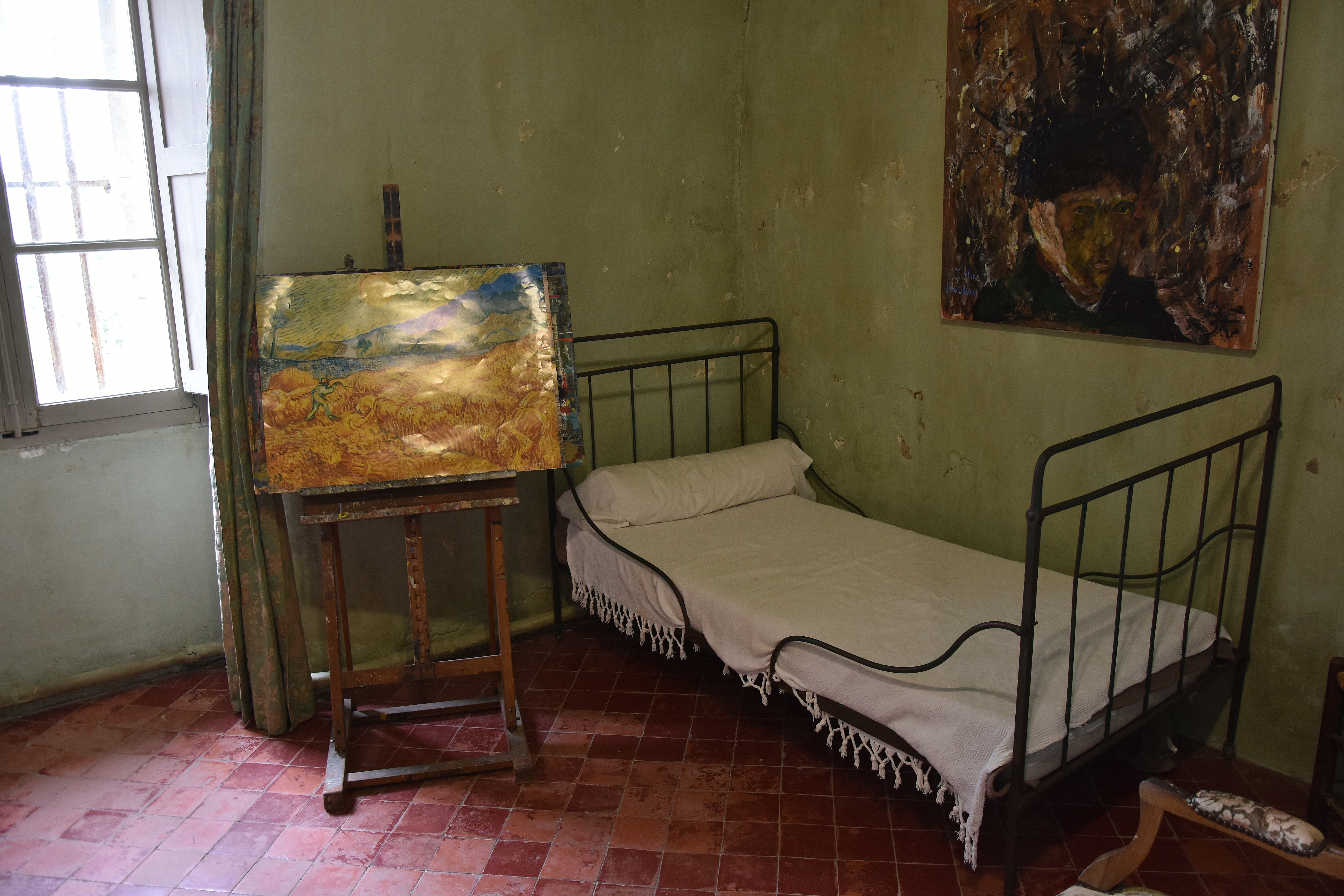
Chambre de Vincent Van Gogh.
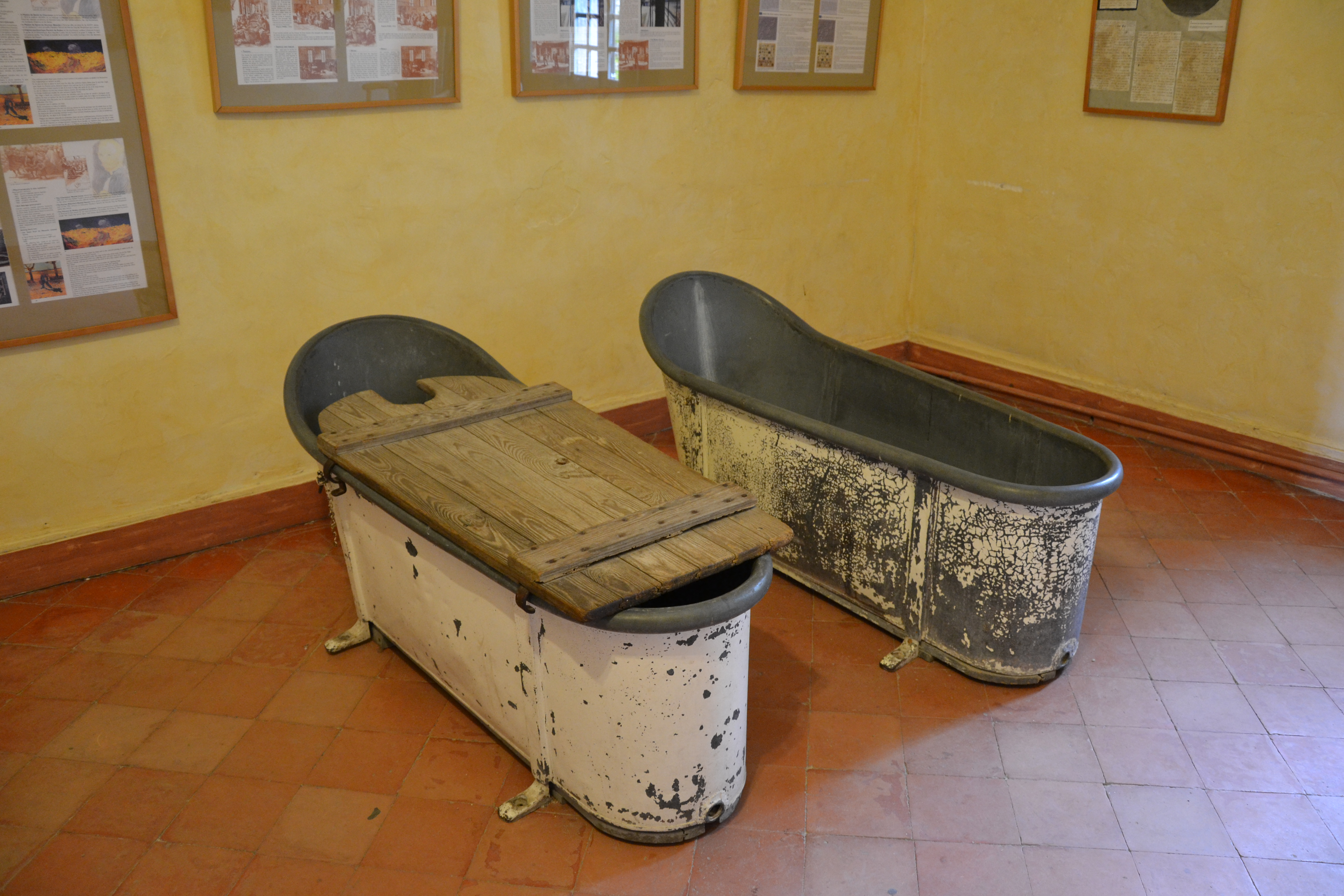
Baignoires anciennes.

L'artiste est fasciné par la beauté des paysages de Saint-Rémy, par la qualité de lumière, et par la sérénité des lieux et des alentours, qui lui inspire durant ses 53 semaines d'hospitalisation, une partie majeure de son œuvre, avec 143 peintures à l'huile, et plus de 100 dessins. Il est hospitalisé à sa demande dans cet établissement pour hallucinations auditives et visuelles, attaques d'épilepsie, et accès de démence. Les patients les plus aisés de cet établissement peuvent louer des chambres individuelles, et Théo van Gogh y loue trois pièces pour son frère Vincent (une chambre, un atelier d'artiste pour peindre, et une pièce pour entreposer ses œuvres) ou ce dernier rêve de créer son « Atelier du Midi » (association d'artistes du Midi de la France). Au sommet de son art, van Gogh peint durant ce séjour sur les lieux et ses alentours, quelques-unes de ses séries d'œuvres les plus célèbres, dont :

Vincent van Gogh à Saint-Remy
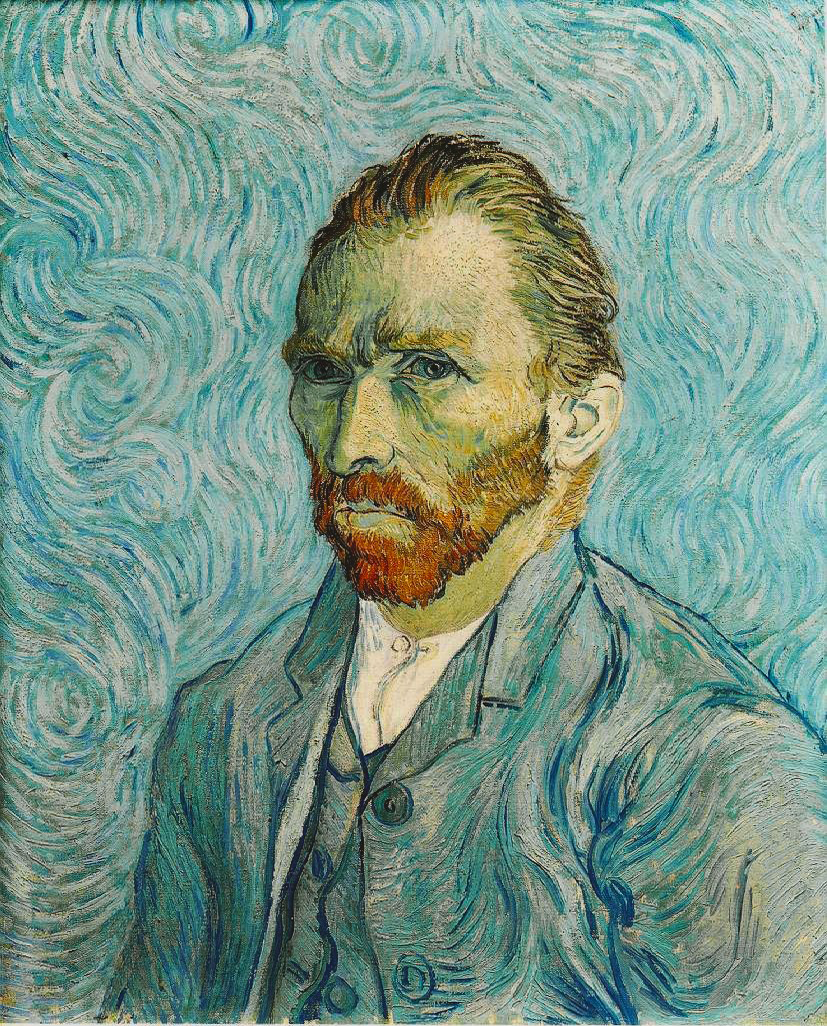
Autoportrait de Van Gogh (1889).
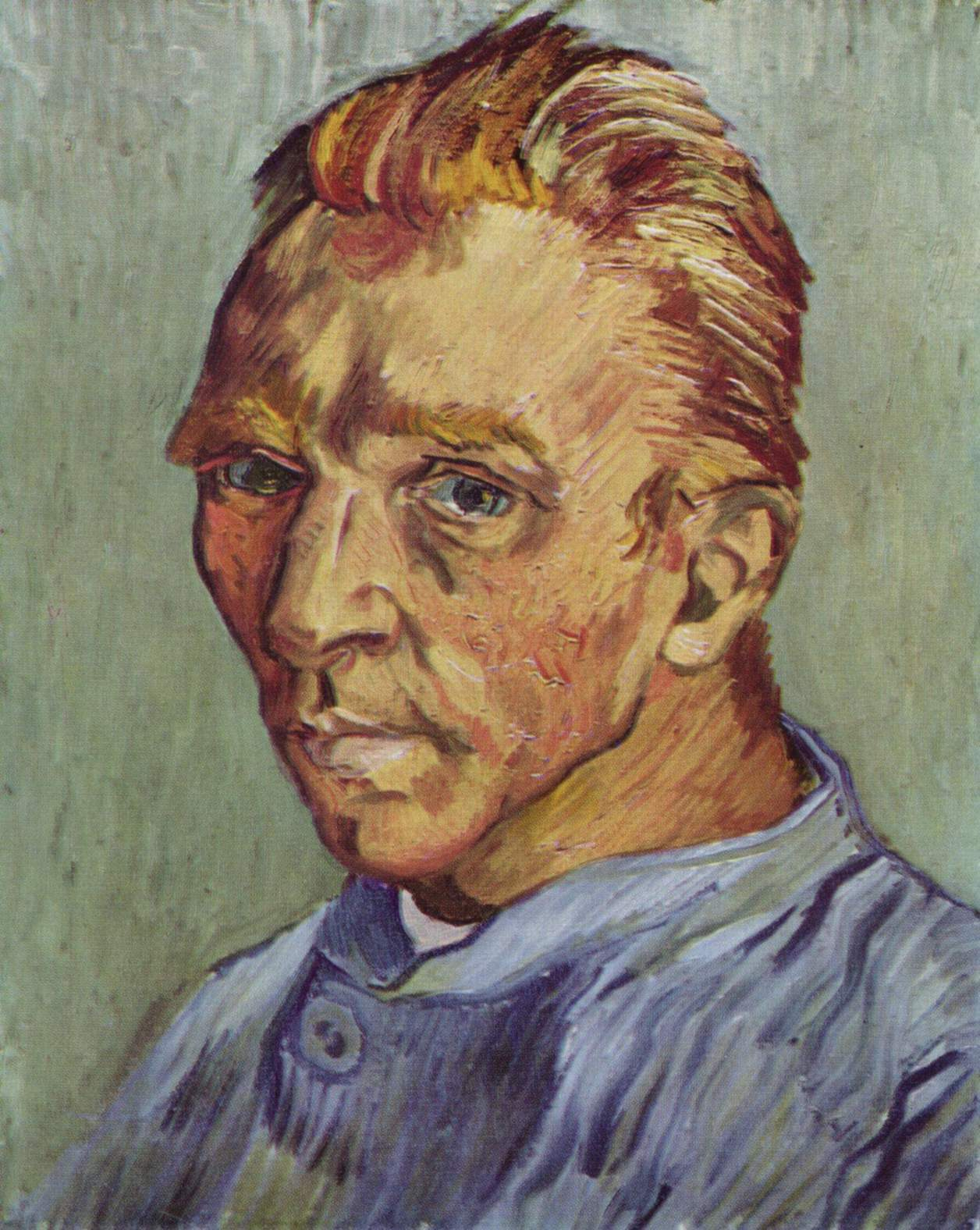
Portrait de l'artiste sans barbe (1889).
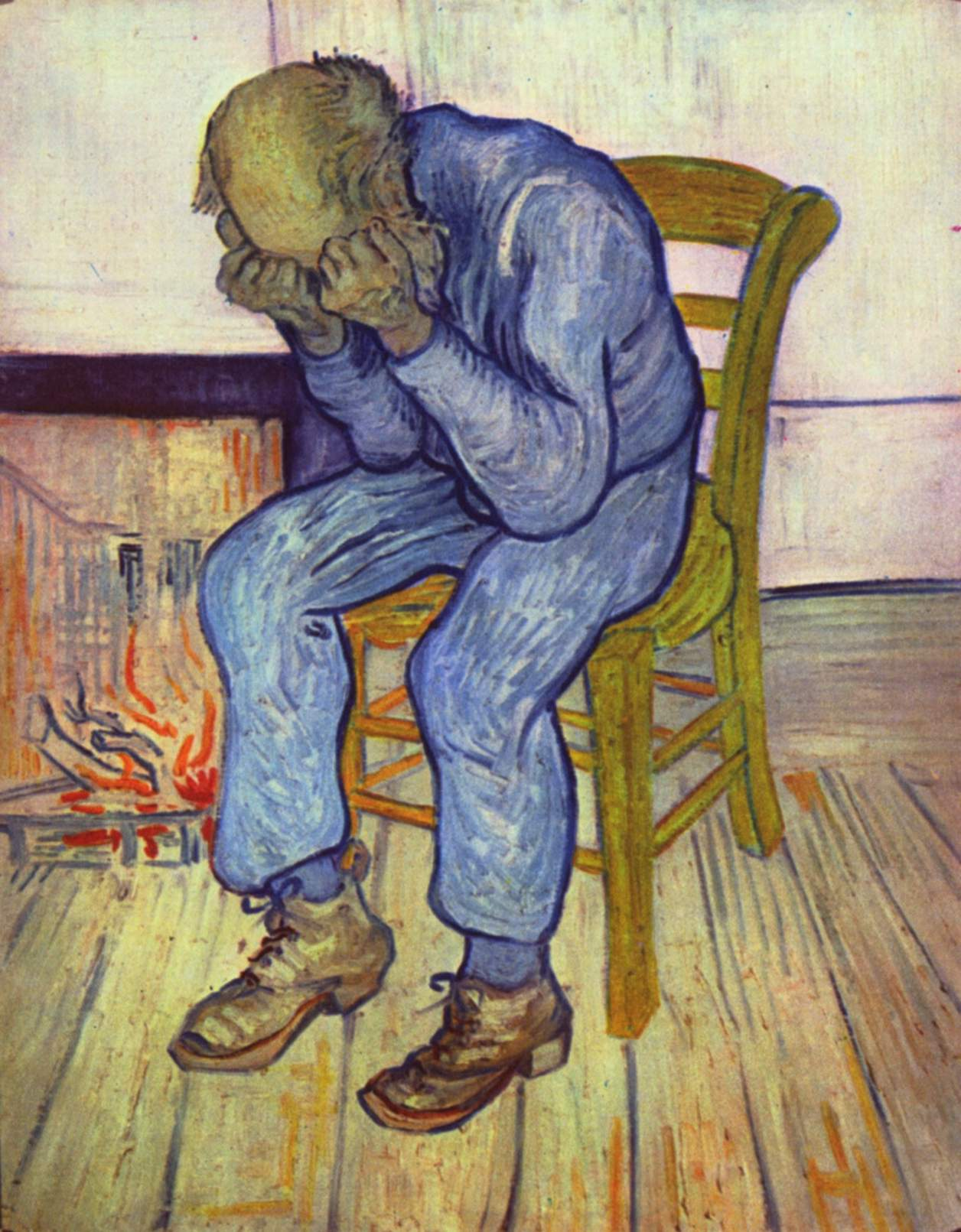
À la porte de l'éternité (1890).
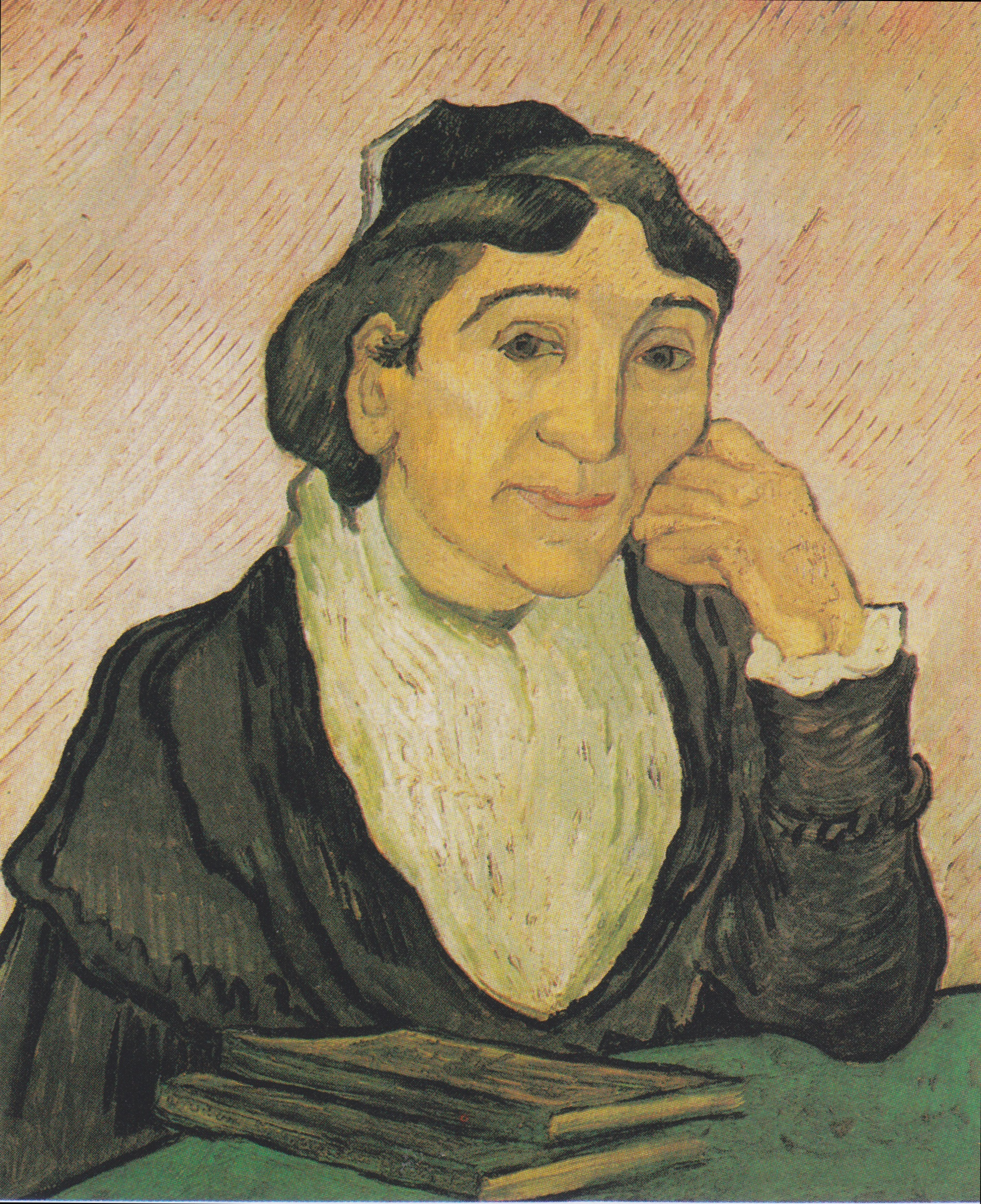
L'Arlésienne (1890).
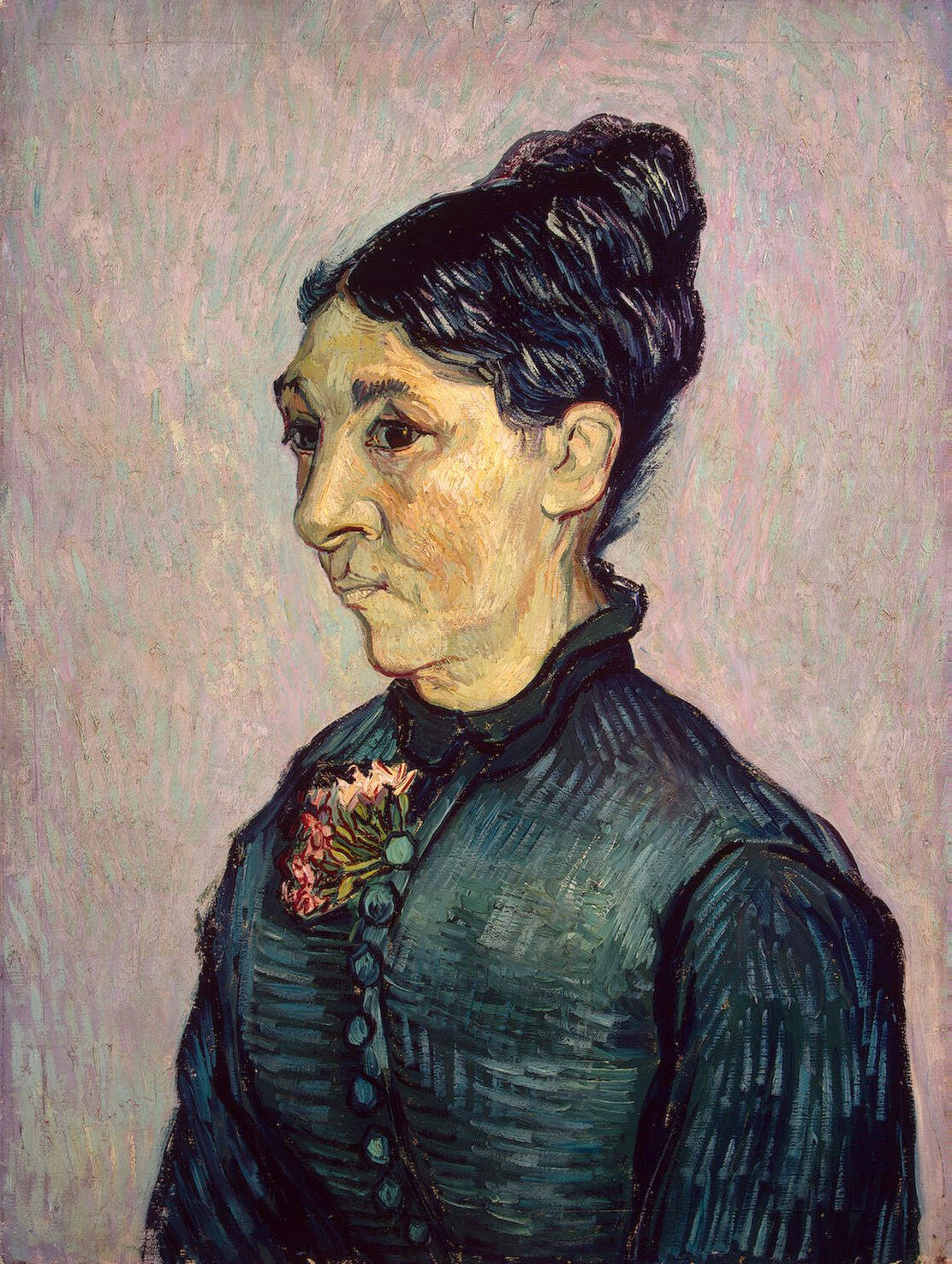
Portrait de madame Trabuc.

L'hôpital de Saint-Remy par Vincent van Gogh
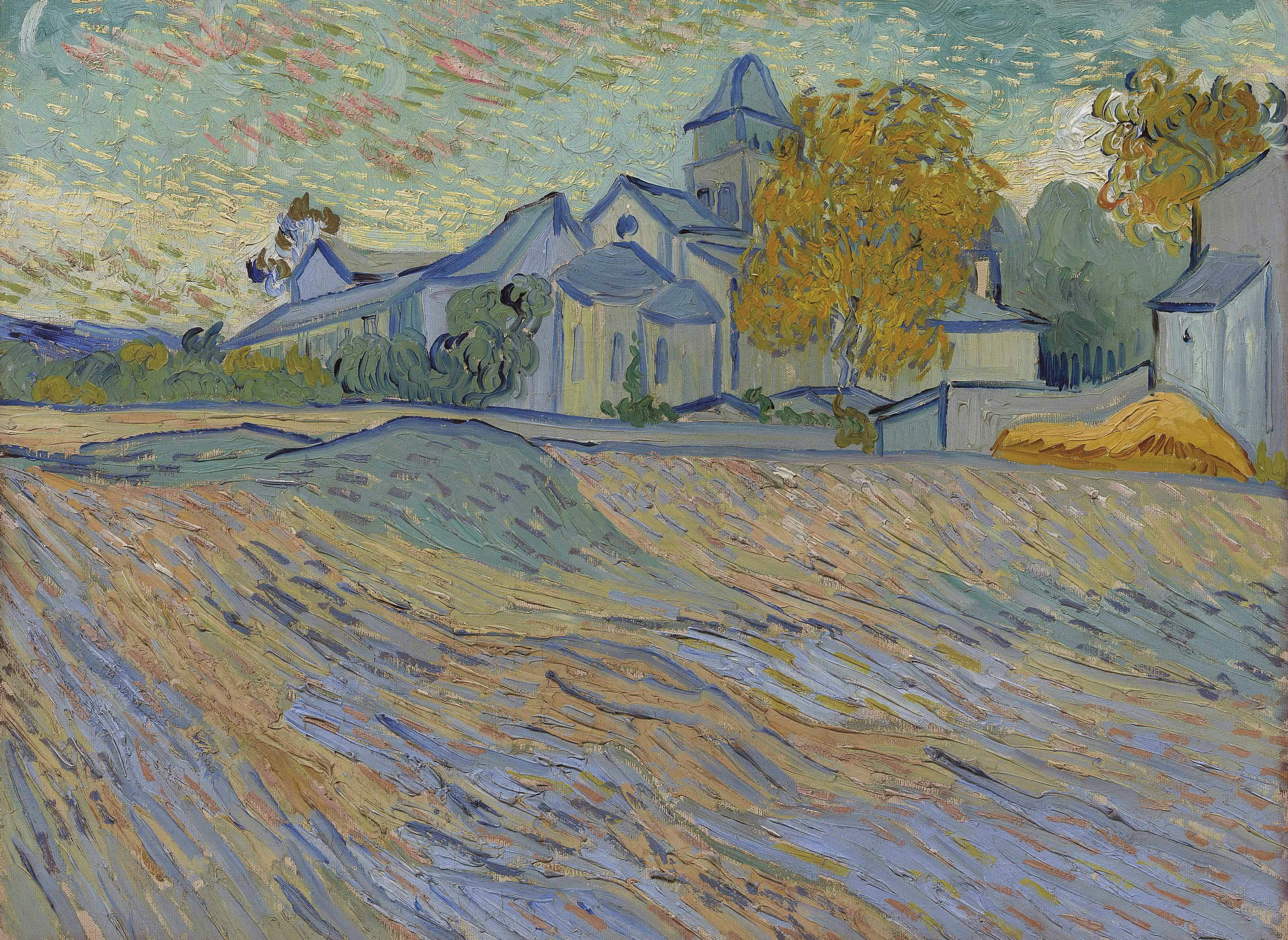
Vue de l'asile et de la Chapelle de Saint-Rémy (automne 1889).
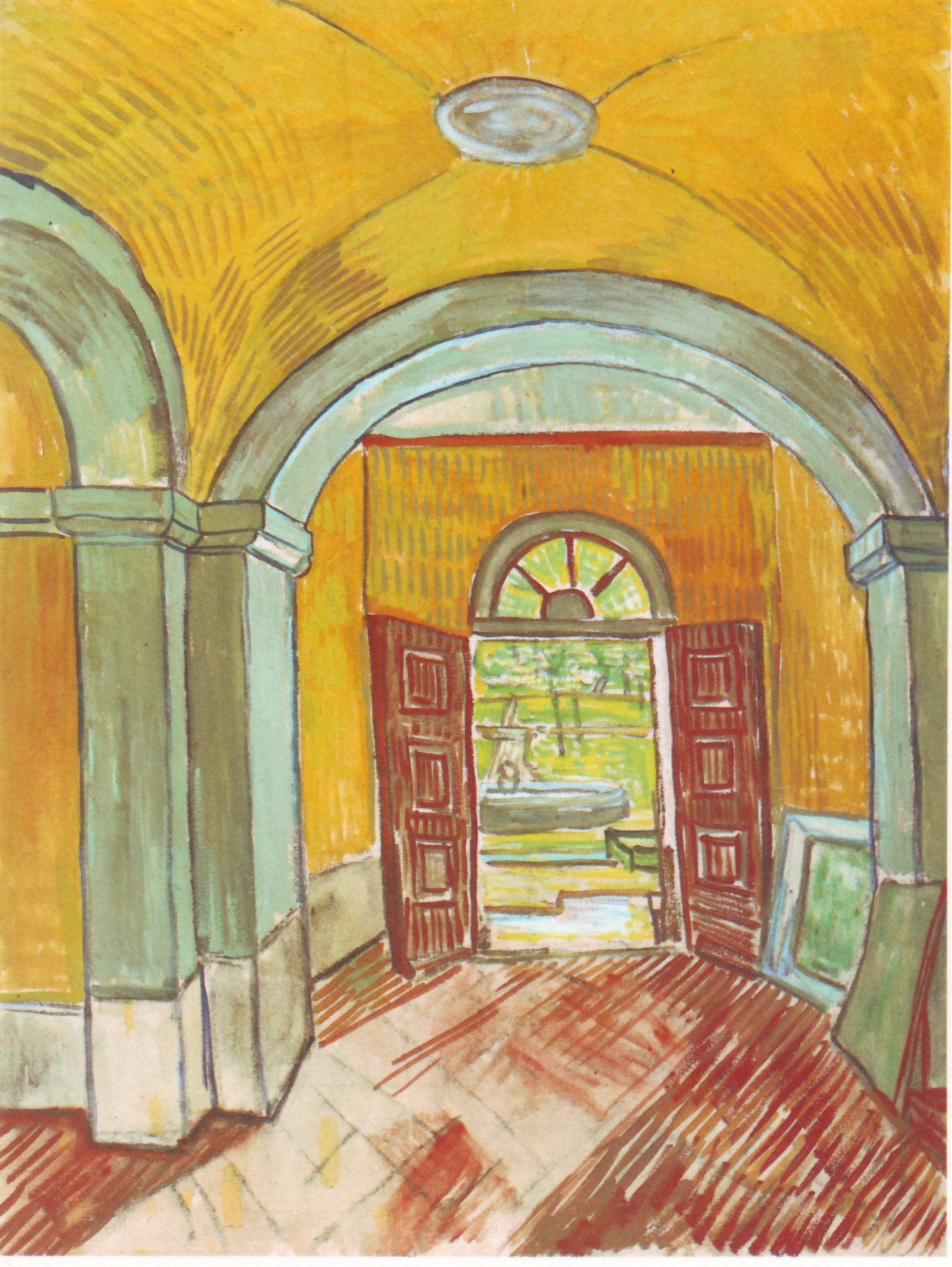
Entrée de l'hôpital de Saint-Rémy (octobre 1889).
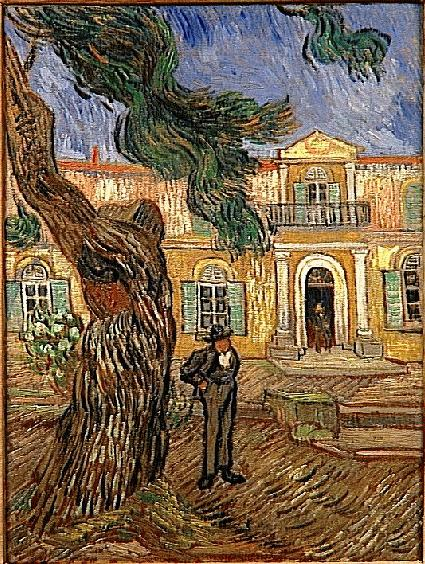
Hôpital Saint-Paul à Saint-Rémy (1889).
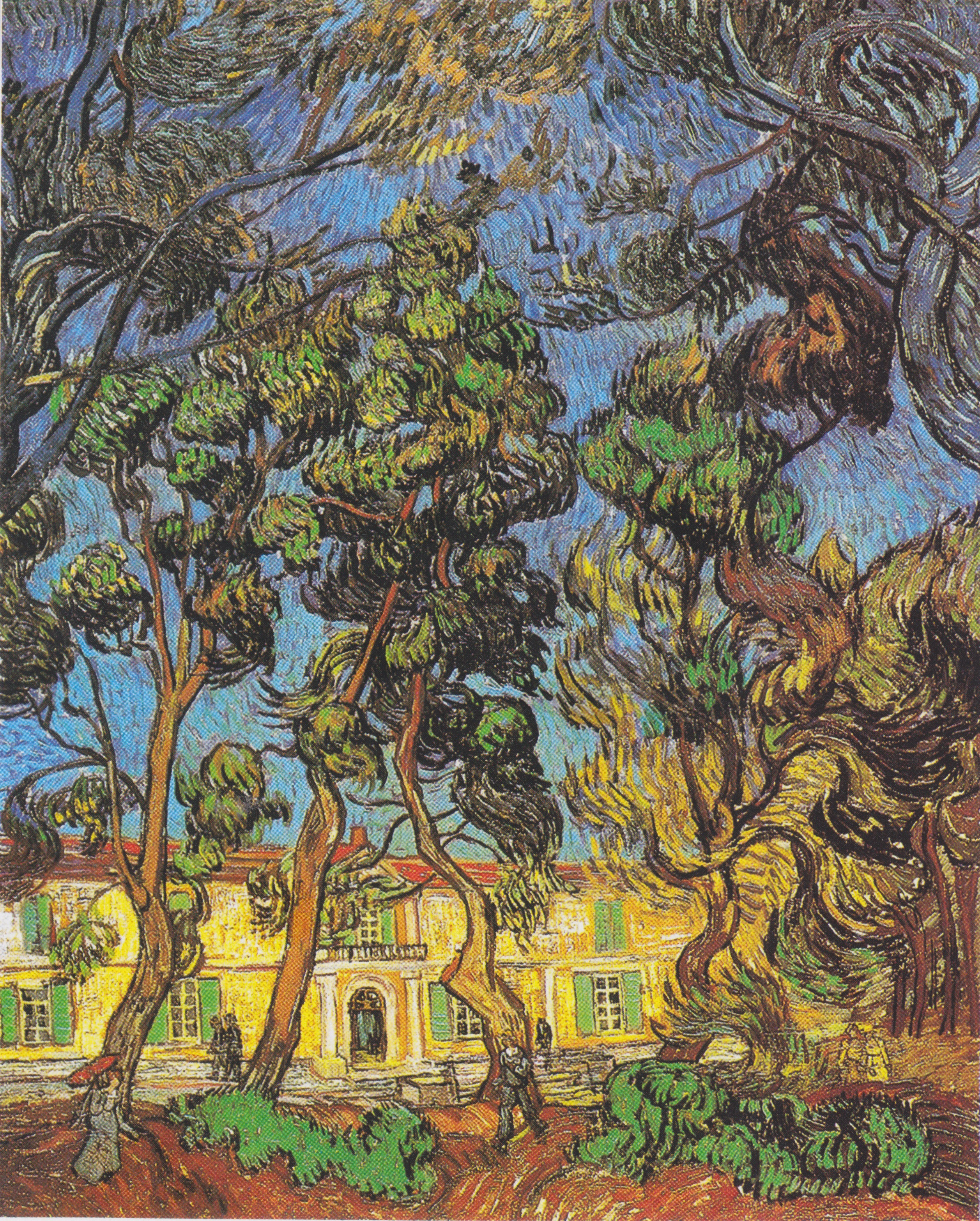
Saint-Rémy (octobre 1889).
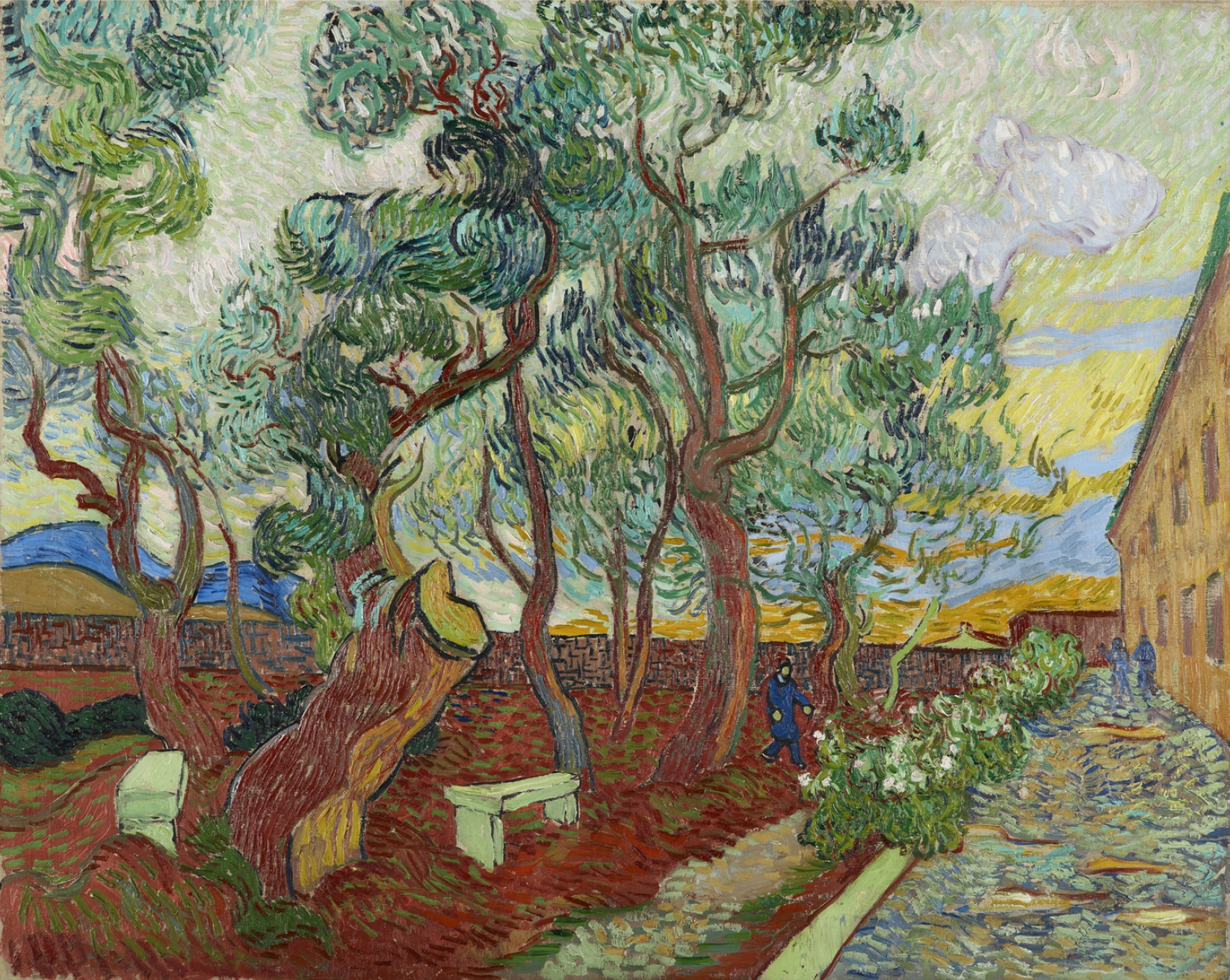
Le parc de l'hôpital de Saint-Rémy (novembre 1889).
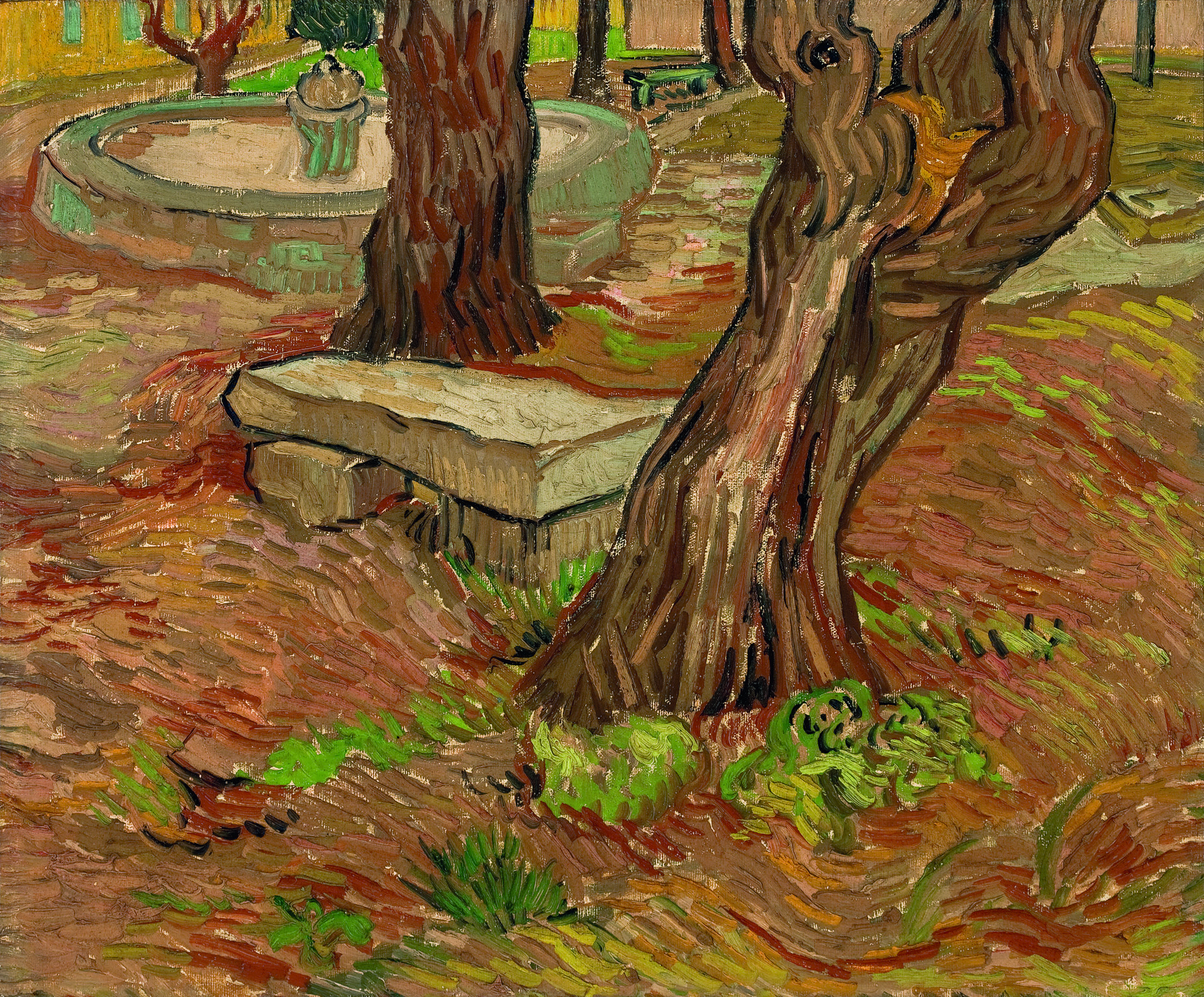
Banc de pierre dans le jardin de l'hôpital Saint-Paul (novembre 1889).
La Chambre de Van Gogh à Arles (deuxième version, 1889).

Quelques œuvres de Vincent van Gogh des alentours de Saint-Rémy
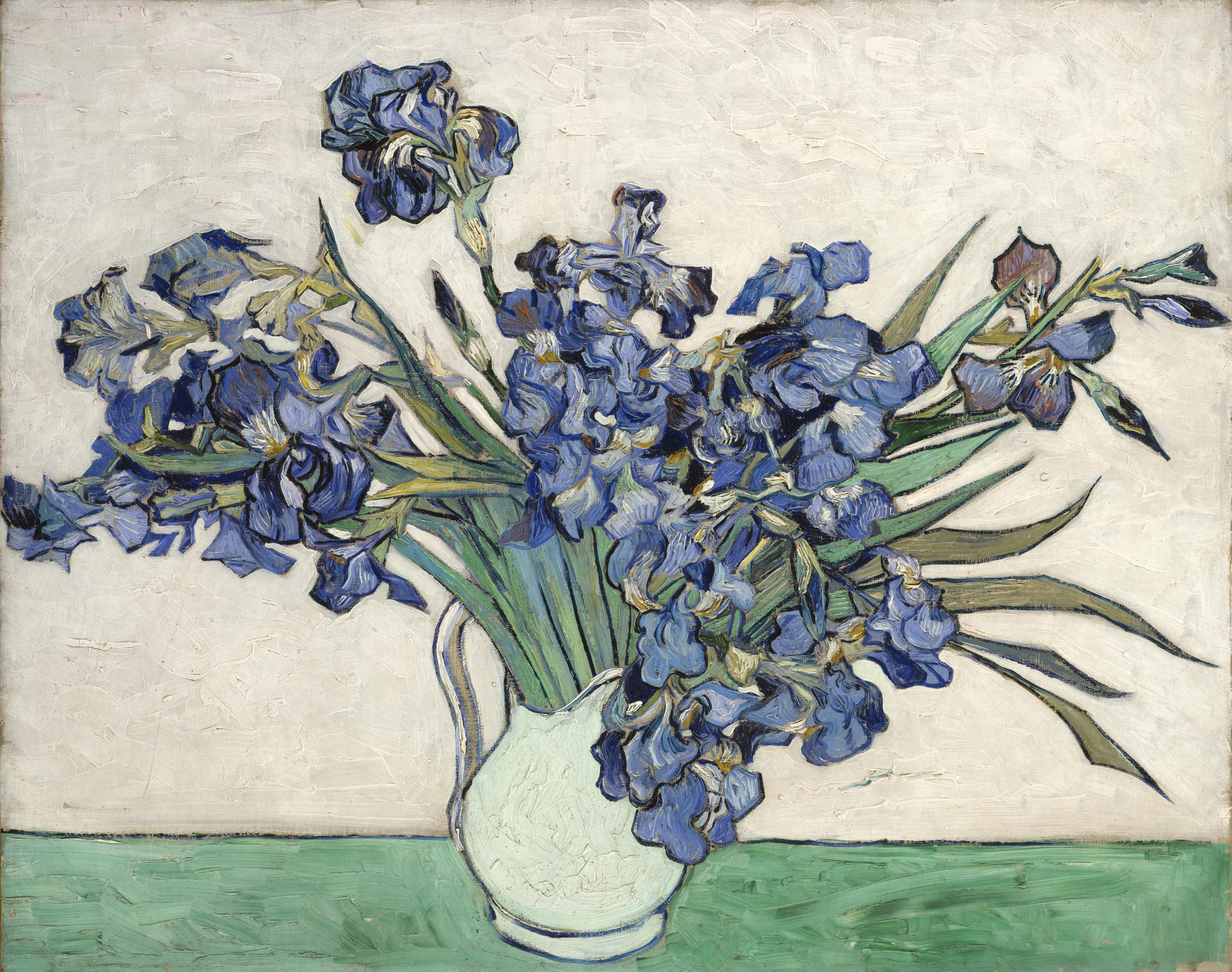
Vase d'Iris (1890).
Iris (mai 1889).
La Nuit étoilée (juin 1889).
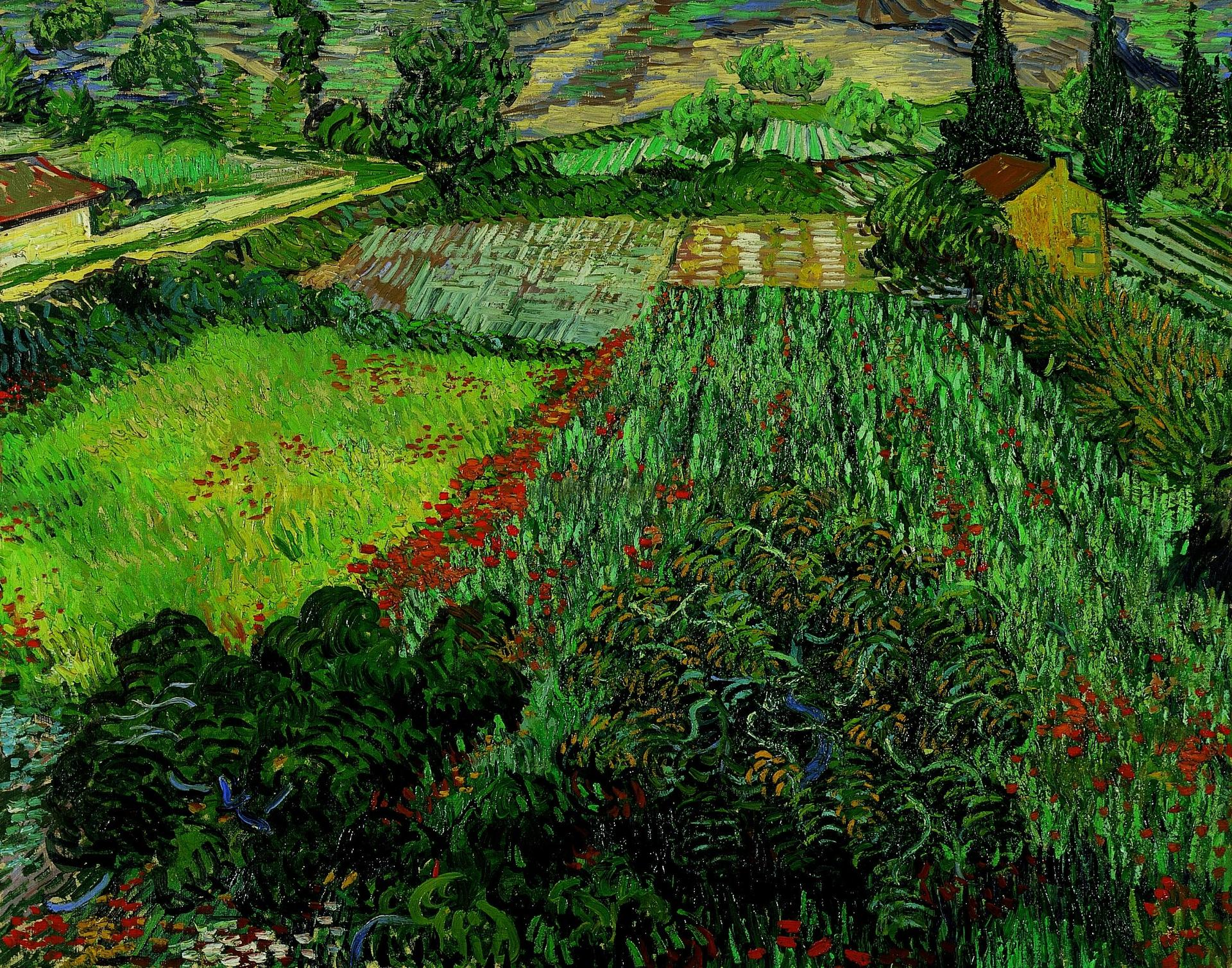
Champ aux coquelicots (juin 1889).
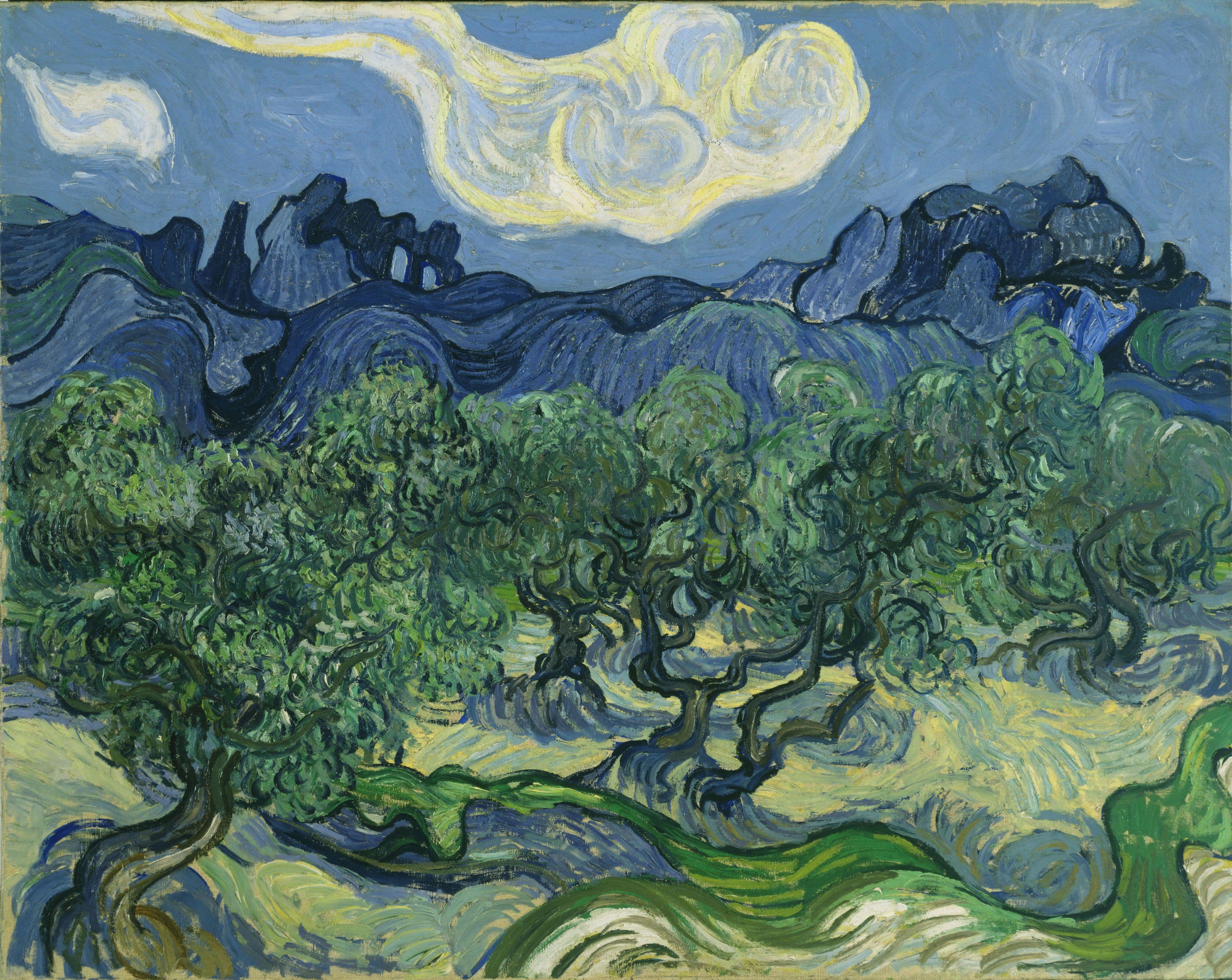
Oliviers sur fond d'Alpilles (juin 1889).
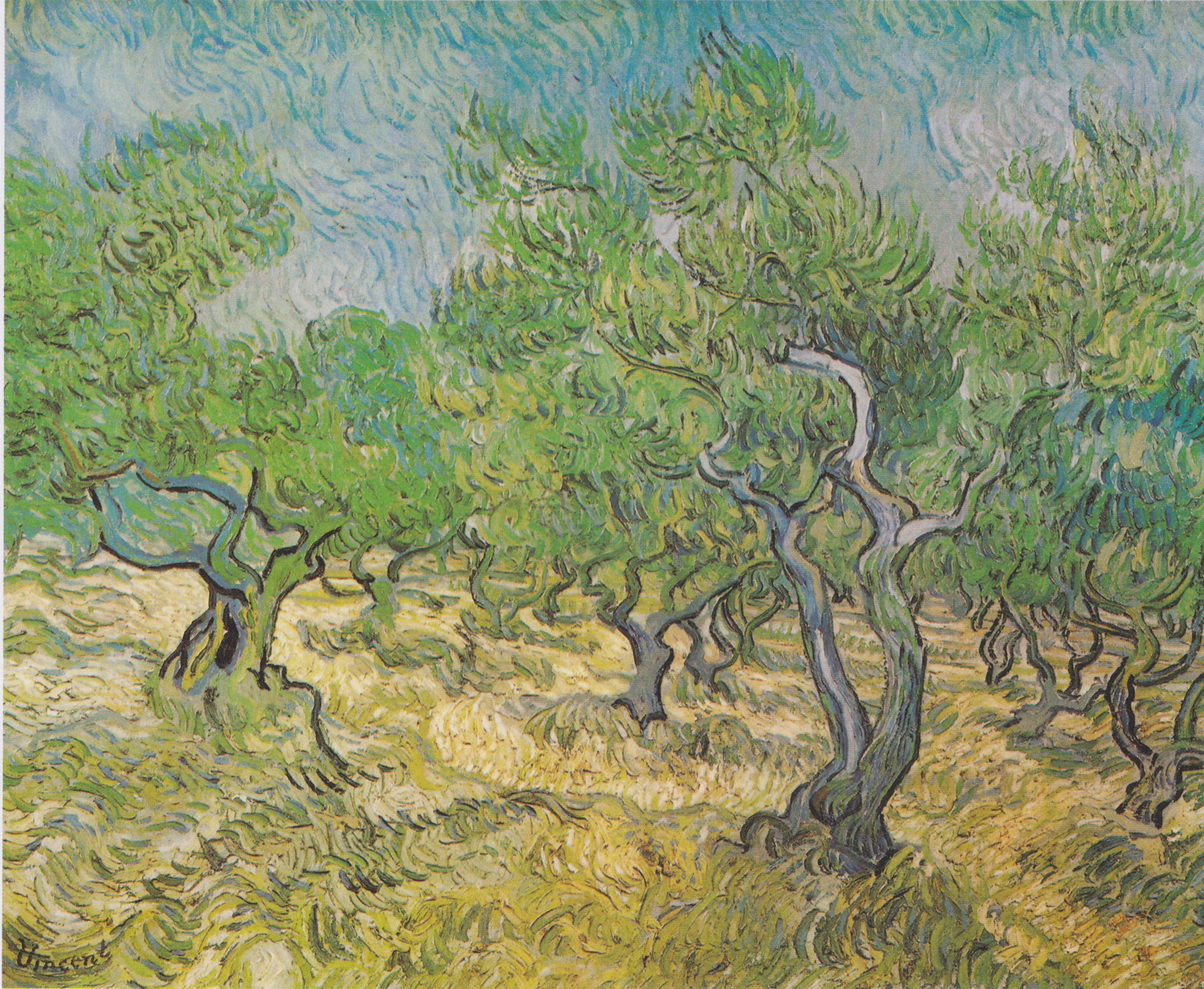
Champ d'oliviers (1889).
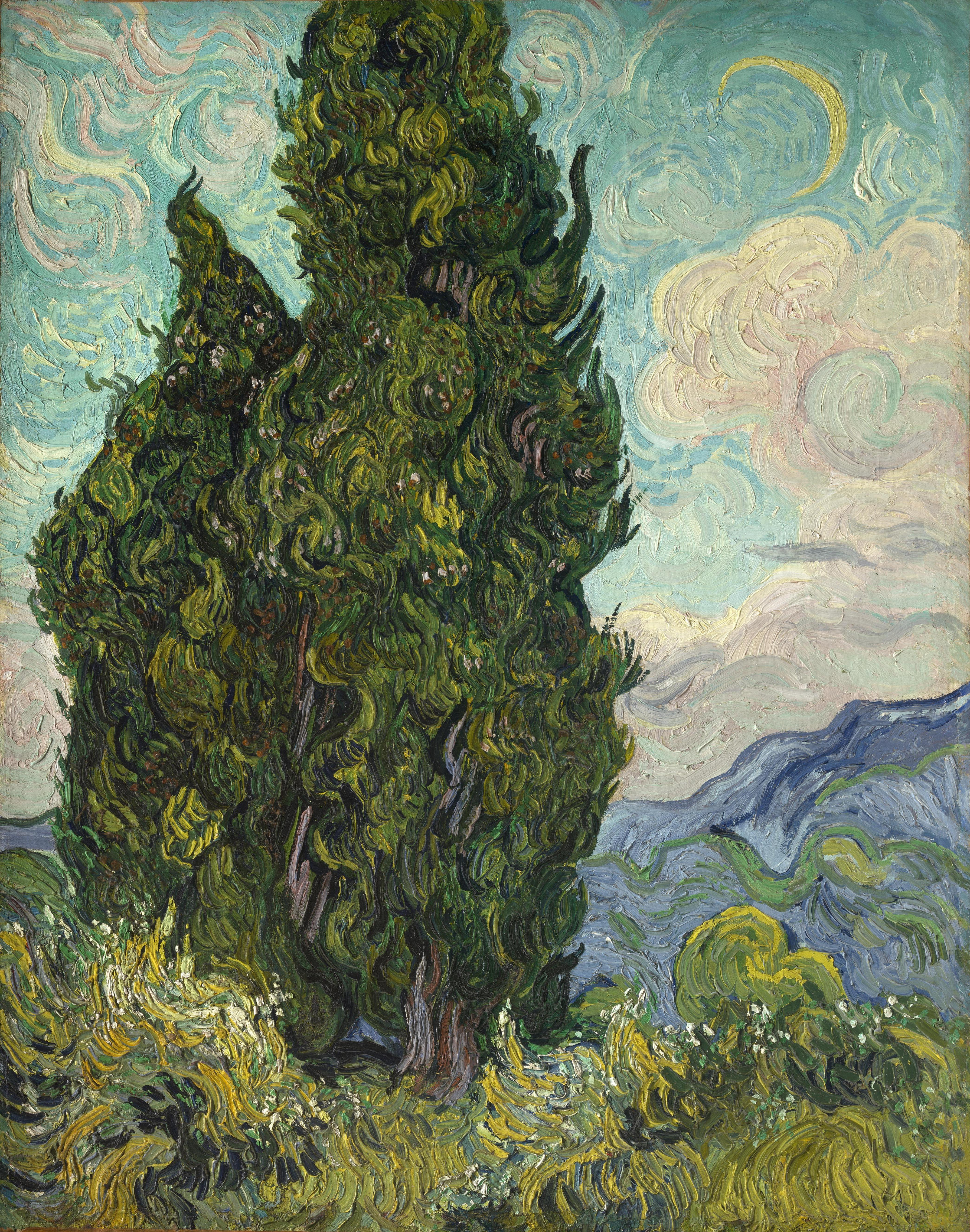
Les Cyprès (1889).
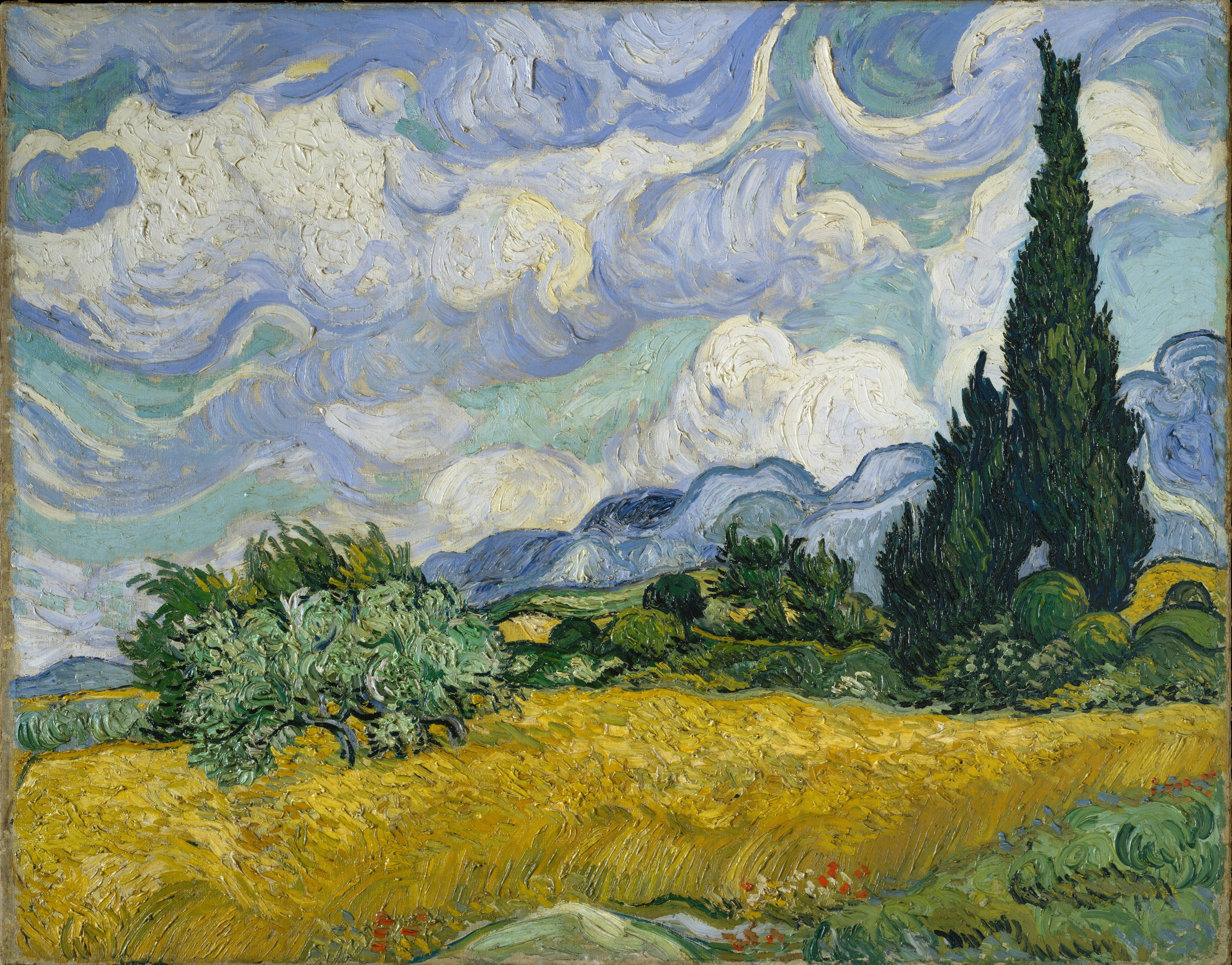
Champ de blé avec cyprès (1889).
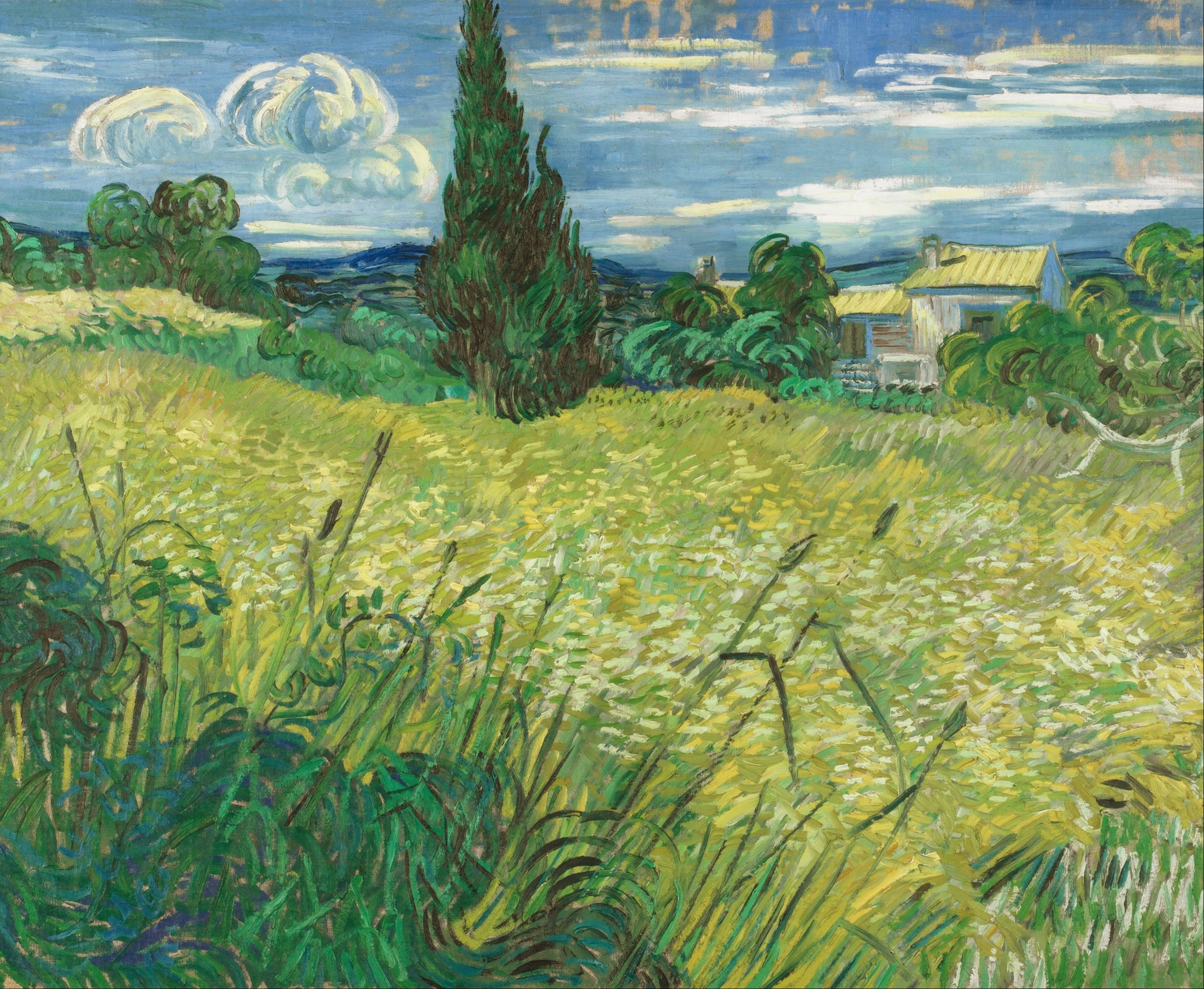
Le Champ de blé vert avec cyprès (1889).
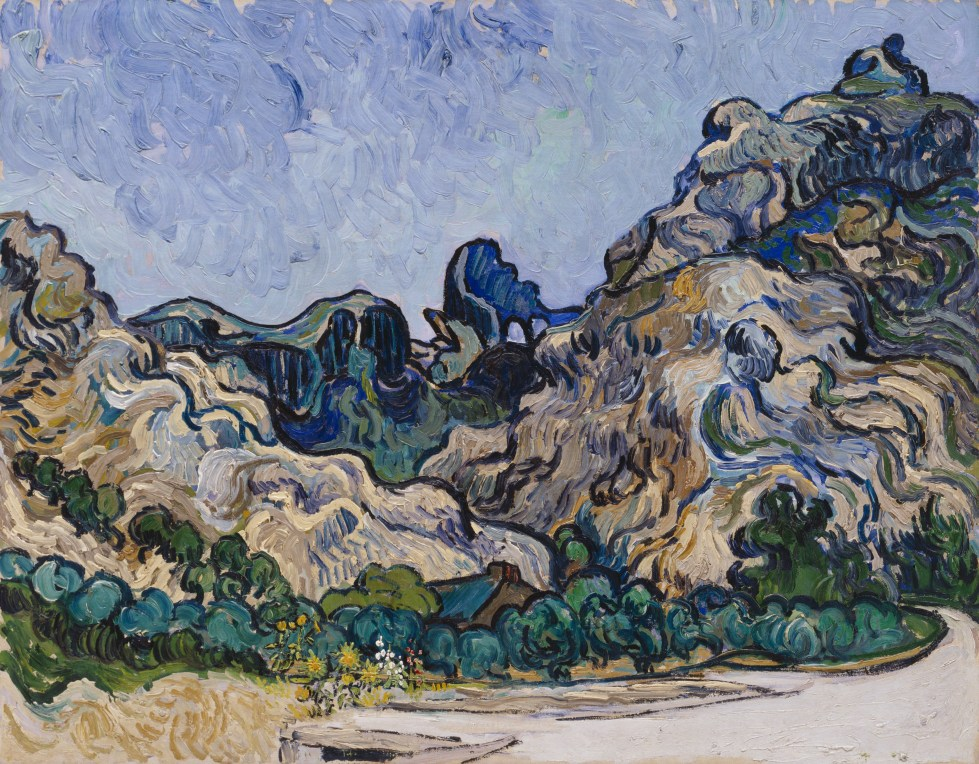
Paysage de montagne à Saint-Rémy (juillet 1889).
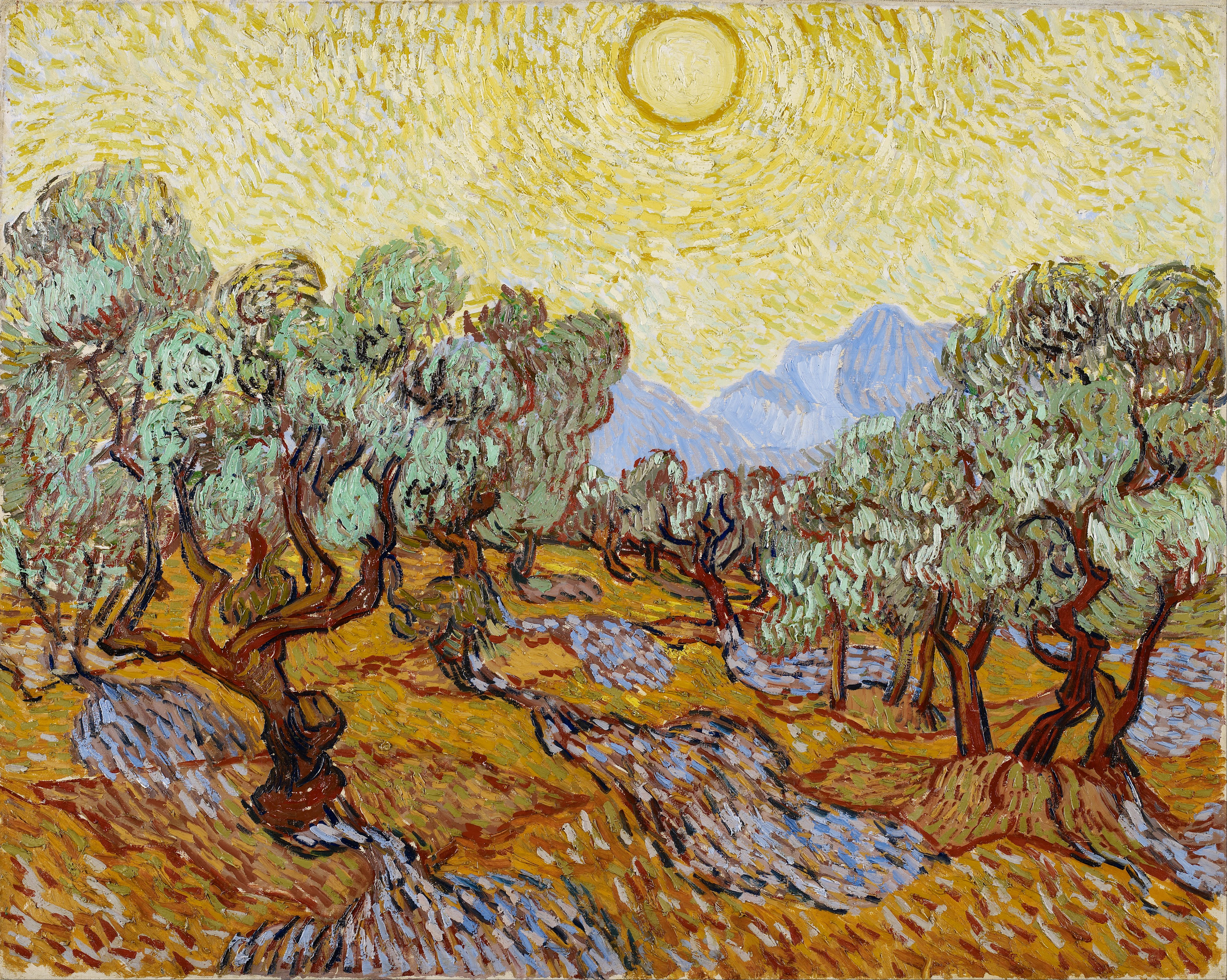
Oliviers (novembre 1889).
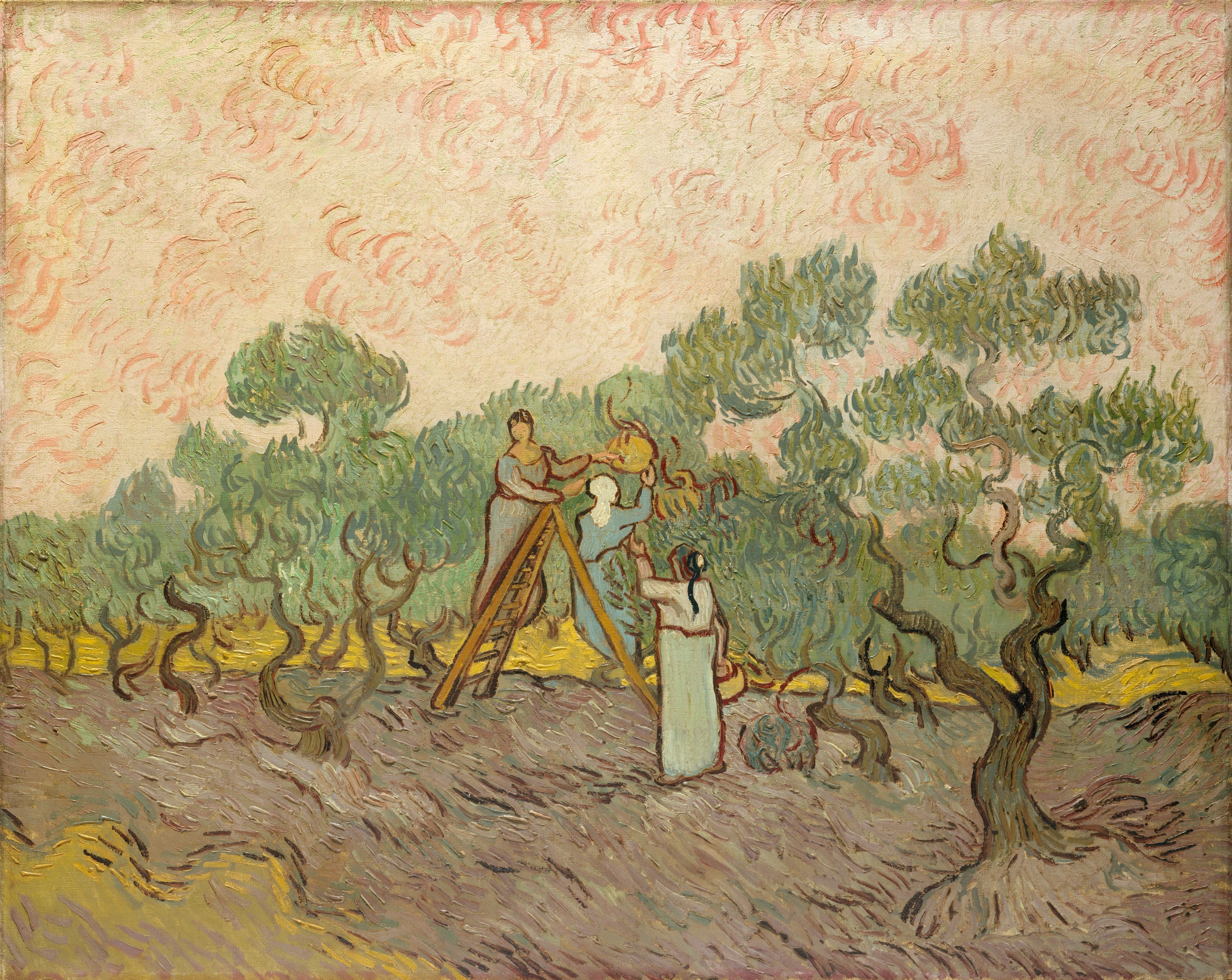
Femmes cueillant des olives (1889).
Les peupliers à Saint-Rémy (1889).
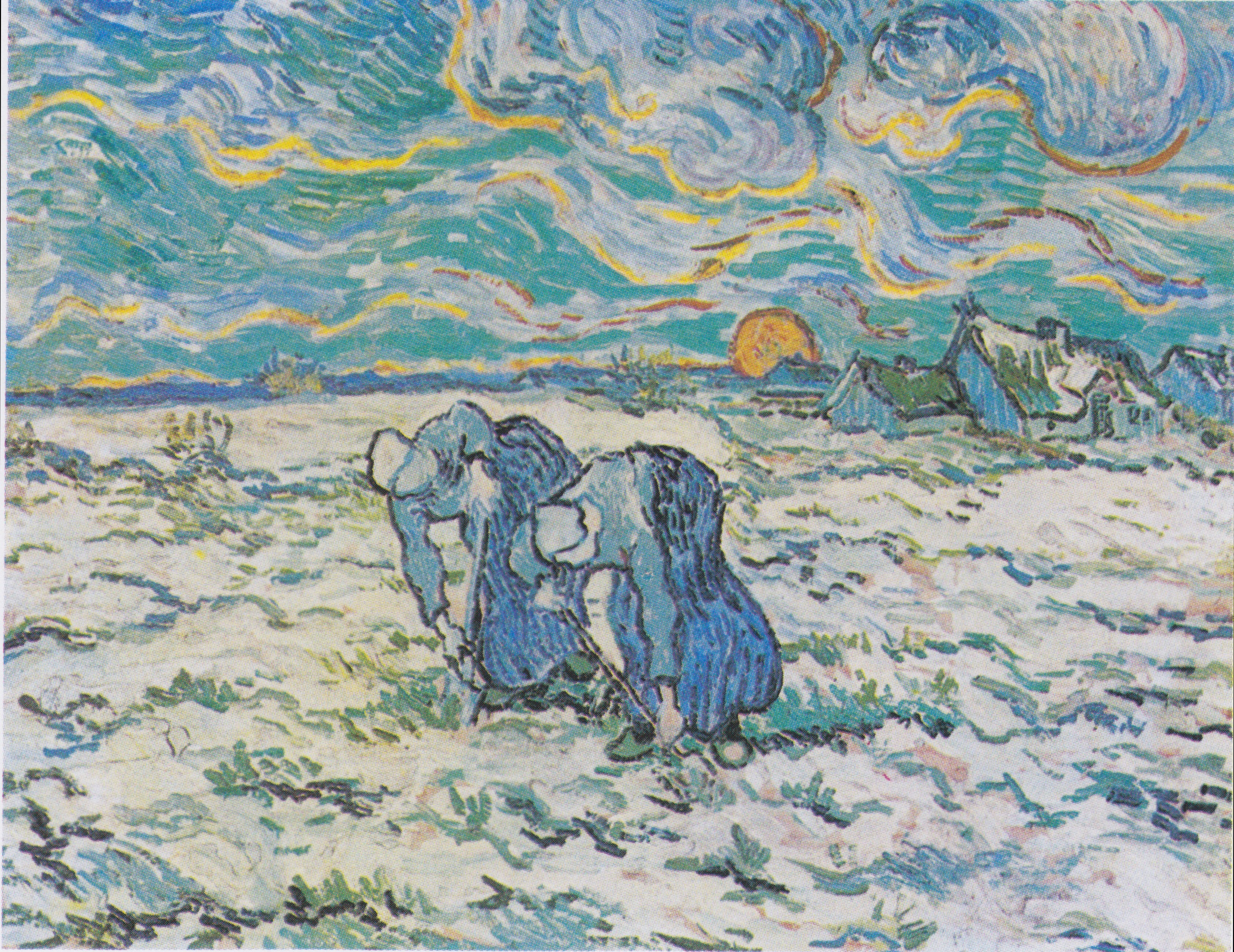
Les Sarcleuses (1890).
Lilas (mai 1889).
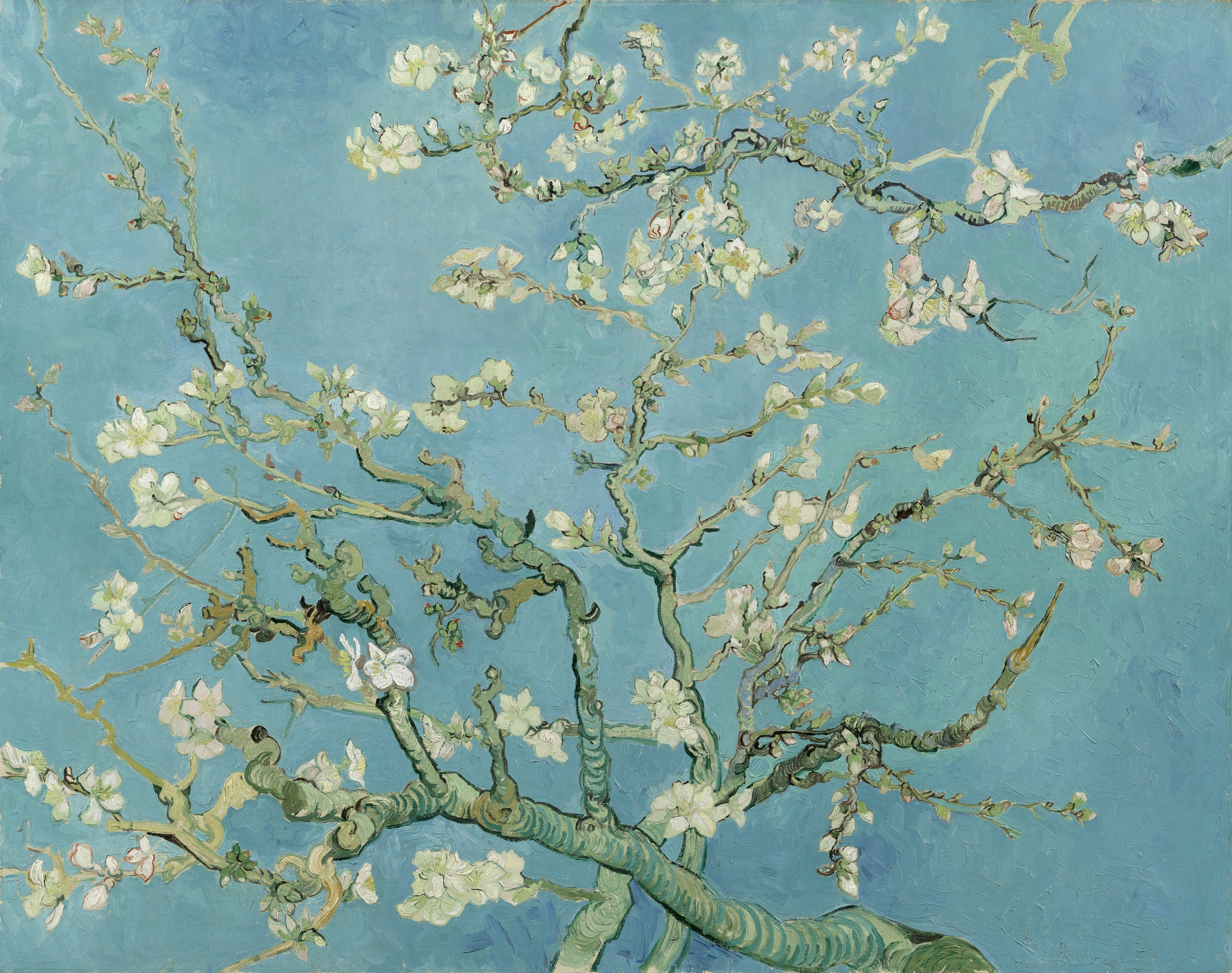
Amandier en fleurs (1890).
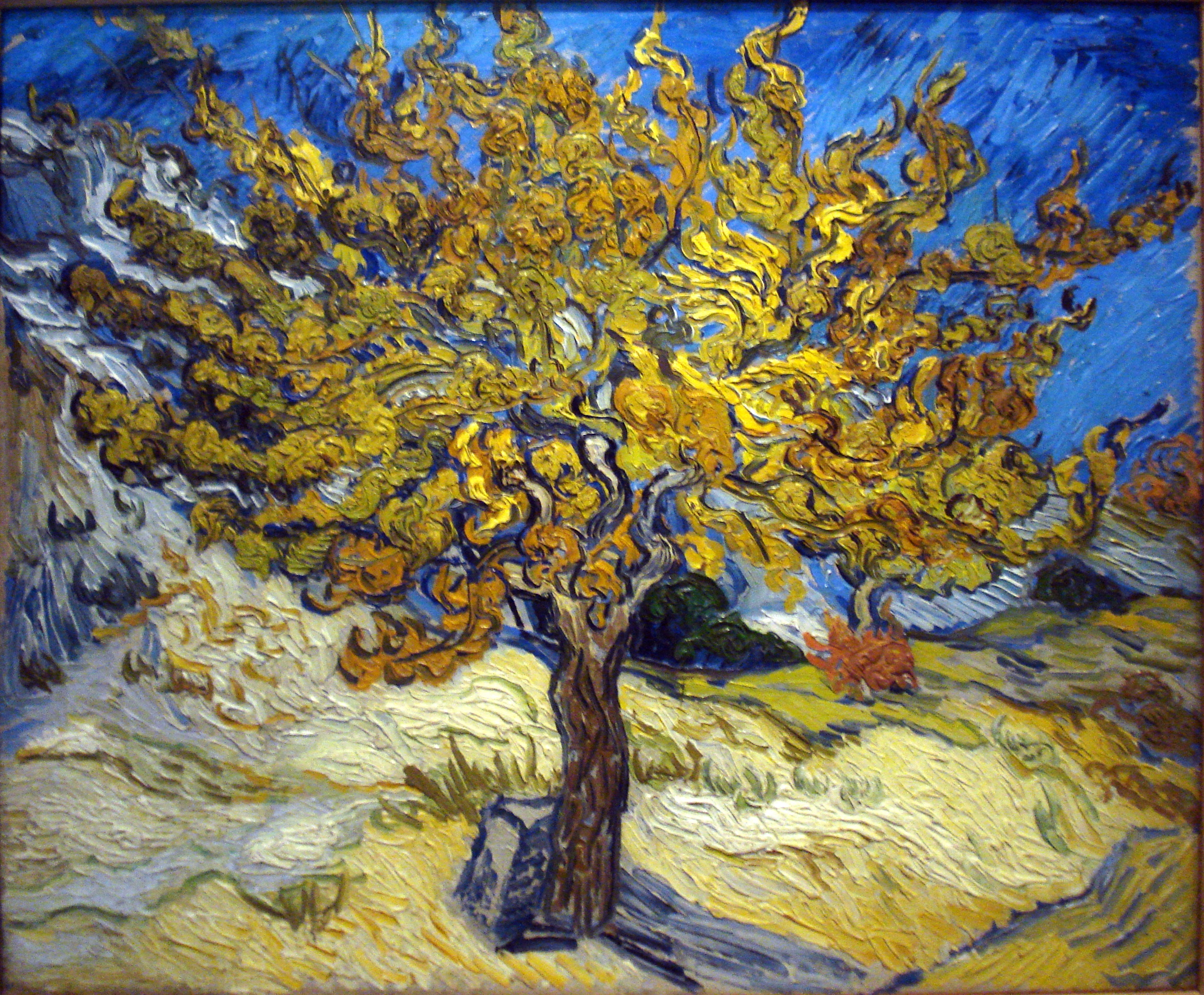
Le mûrier (octobre 1889).
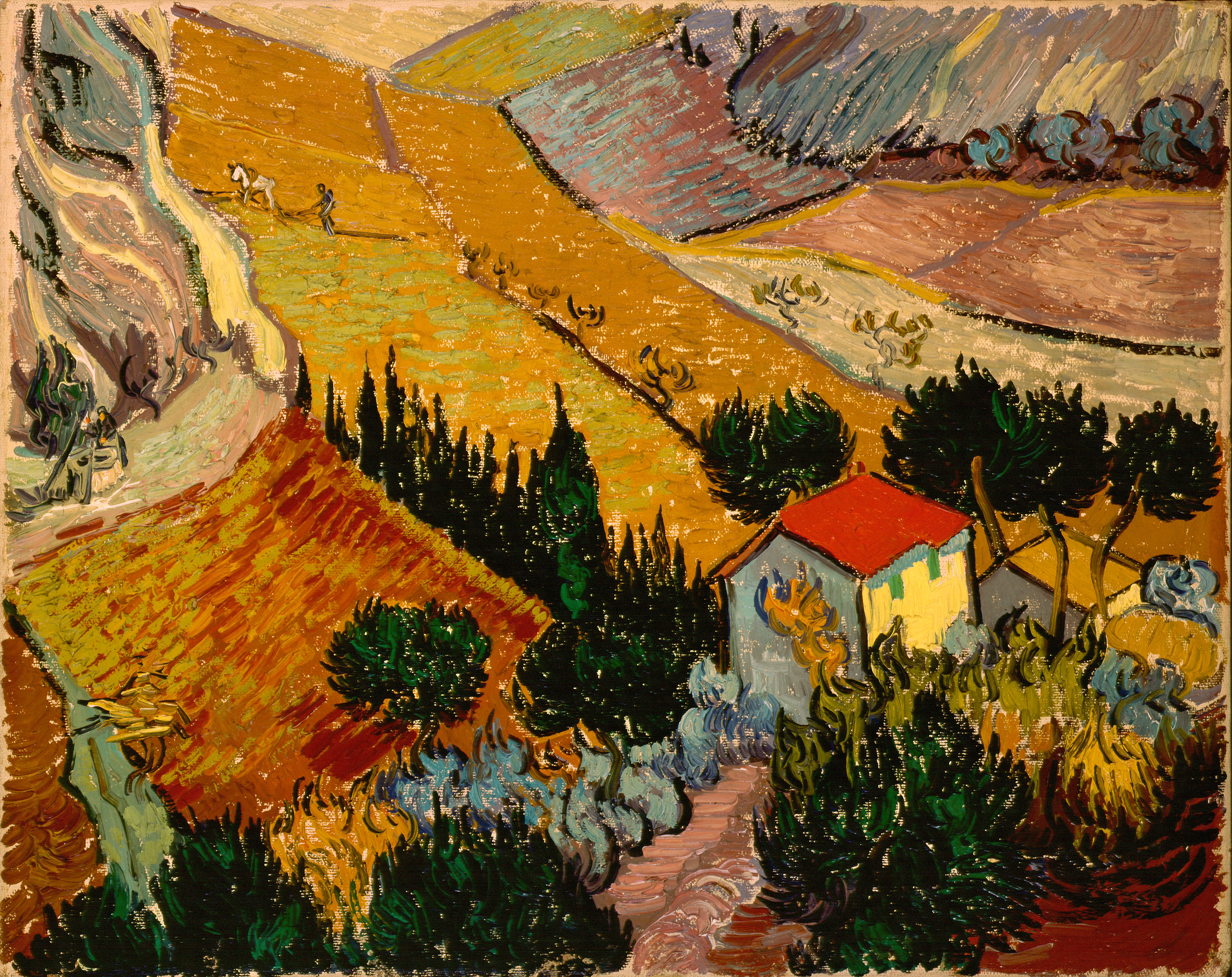
Paysage avec une maison et un laboureur (décembre 1889).

## Au cinéma
- 2013 : Camille Claudel 1915, de Bruno Dumont, avec Juliette Binoche dans le rôle de Camille Claudel. Les lieux d'internement psychiatrique de Camille Claudel sont tournés ici, alors qu'elle a été internée en réalité à l'asile d'aliénés de Montdevergues de Montfavet, dans le Vaucluse[8].
- 2018 : At Eternity's Gate (À la porte de l'éternité) de Julian Schnabel, film biographique avec Willem Dafoe dans le rôle de Vincent van Gogh.